# Bretagne
Bretania (franceză Bretagne), nume derivat din latinul Britannia, este o regiune istorică și culturală din nord-vestul Franței și una dintre cele șase națiuni celtice. Peninsula pe care o ocupă este situată între Canalul Mânecii la nord, Marea Celtică și Marea Iroise la vest, și Golful Biscaya la sud. Astfel, ea formează extremitatea nord-vestică a Hexagonului francez.
La sfârșitul Imperiului Roman, această regiune cunoaște un aflux de populație datorită unei imigrații a bretonilor insulari într-o parte a vechii Armorici, care va influența durabil cultura sa. Aceștia fondează un regat efemer în secolul al IX-lea, care devine ulterior un ducat dependent de regatul Franței. Reunită cu coroana franceză în 1532, regiunea este integrată în domeniul regal și devine o provincie franceză, până la împărțirea sa administrativă din 1790 în cinci departamente: Côtes-du-Nord, Finistère, Ille-et-Vilaine, Loire-Inférieure și Morbihan.
Numele „regiunea Bretania” a fost atribuit regiunii administrative compuse din cele patru departamente: Côtes-d'Armor, Finistère, Ille-et-Vilaine și Morbihan
Departamentul Loire-Atlantique face parte din regiunea Pays de la Loire; chestiunea anexării sale la regiunea Bretania este subiect de dezbateri.

## Etimologie

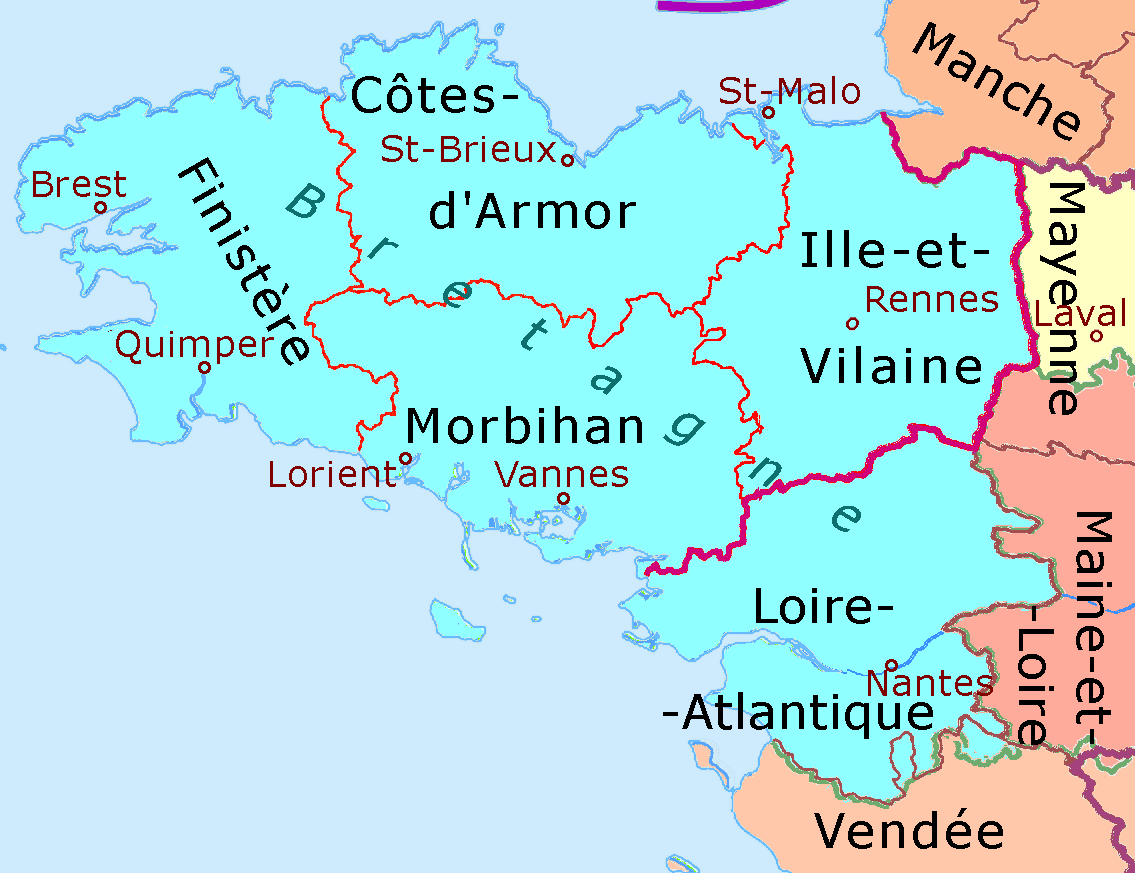
Hartă a Bretaniei.

Numele Bretania provine din latinul Brittania (uneori scris Britannia). Acest cuvânt a fost folosit încă din secolul I de către romani pentru a desemna Bretania insulară (Marea Britanie) și, mai precis, provincia romană care se întindea din sudul insulei până la zidurile de protecție din nord (Zidul lui Hadrian, apoi Zidul lui Antoninus).
Termenul latin derivă la rândul său din cuvântul grecesc utilizat de călătorul massaliot Pytheas pentru a desemna ansamblul insulelor nordice pe care le-a vizitat în jurul anului 320 î.Hr. (posibil incluzând și Islanda): Πρεττανικη (Prettanike) sau Βρεττανίαι (Brettaniai). În secolul I î.Hr., Diodor din Sicilia a introdus forma Πρεττανια (Prettania), iar Strabon a folosit Βρεττανία (Brettania). Marcianus din Heraclea, în lucrarea sa Periplus maris exteri (Periplul mării exterioare), a menționat „insulele prettanice” (αἱ Πρεττανικαὶ νῆσοι).
Locuitorii din Prittanike erau numiți Πρεττανοι (Pritteni sau Prettani). Etimologia radicalului Prittan- (Brittan-) este obscură; totuși, este probabil de origine celtică. Este posibil să fi fost denumirea folosită de gali pentru a desemna locuitorii insulelor.
Acest termen este, de asemenea, sursa cuvântului galez Prydain (în galeza medievală Prydein), care desemnează Bretania (insula Marii Britanii). Se poate stabili și un paralelism cu termenul Breifne, care se referea la un regat medieval din Irlanda.
După căderea Imperiului Roman de Apus și pe măsură ce bretonii s-au stabilit pe continent, în vestul Armoricii, adică în partea occidentală a fostei provincii romane Gallia Lugdunensis, numele pământului britanic originar al bretonilor s-a substituit vechilor denumiri, fără însă a înlocui complet numele de Armorica. Acesta s-a impus definitiv spre sfârșitul secolului al VI-lea și, poate, chiar de la sfârșitul secolului al V-lea.
Gregor de Tours este primul care folosește termenul de Bretagne (sau les Bretagnes) pentru a desemna Bretania continentală, în timp ce redacta Decem libros historiarum între 573 și 594. Ulterior, teritoriul aflat sub controlul bretonilor este desemnat prin Britannia Minor sau Britannia.
Breizh, numele breton al Bretaniei, provine dintr-o formă veche Brittia.
Termenul Armorique este încă folosit pentru a desemna Bretania, deși inițial desemna un teritoriu mult mai vast. Probabil provine din galeza Aremorica, care înseamnă, cel mai probabil, „aproape de mare”. Deși analogia cu bretona ar mor („mare”) este anacronică, ea este parțial justificată din punct de vedere etimologic, deoarece termenul care desemnează marea, mor(i), era identic atât în limba galică, cât și în limbile brittonice.
O a treia denumire, Letauia (în franceză Létavie, în limba bretonă Ledav sau Ledaw), a fost utilizată până în secolele al XI-lea și al XII-lea. Acest nume ar proveni dintr-o rădăcină celtică care înseamnă „larg și plat”, „a se întinde”, „a se desfășura” și s-a păstrat în galeză sub forma Llydaw, care se referă în continuare la Bretania continentală.

## Istorie

### Preistorie

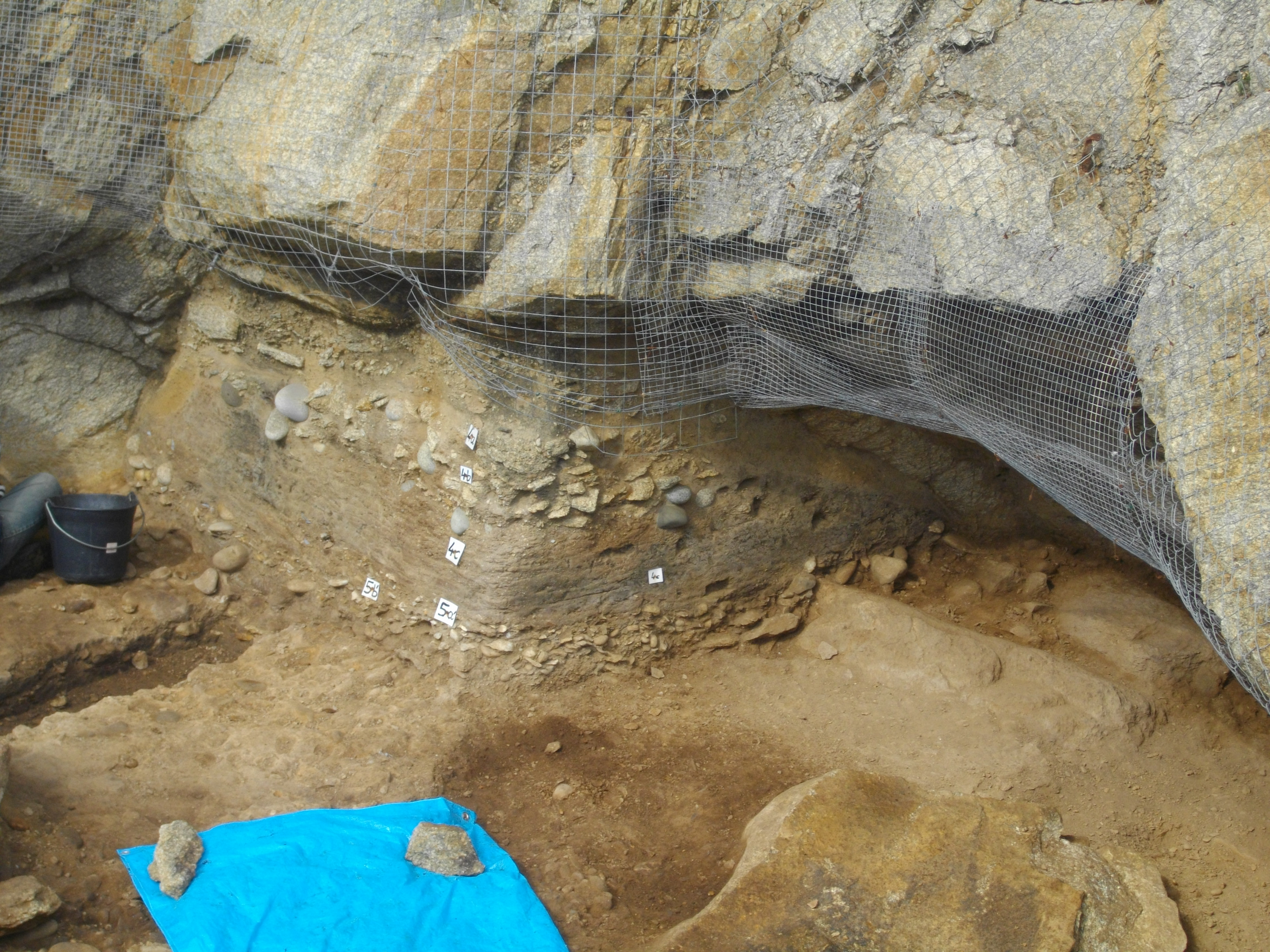
Săpături arheologice la Menez Dregan, în comuna Plouhinec (Finistère).

Bretania este populată de oameni încă din Paleoliticul timpuriu, având o populație neanderthaliană care nu se deosebește de cea din restul Europei occidentale și care, probabil, era puțin numeroasă. Singura sa particularitate este existența unui tip cultural specific, Colombanianul, centrat în jurul localității Carnac.
Unul dintre cele mai vechi vetre de foc cunoscute din lume, datând de aproximativ 450 000 de ani, a fost descoperit la Menez Dregan, în Plouhinec.
Primii oameni moderni ajung în Bretania în jurul anului 35 000 î.Hr. și îi înlocuiesc sau îi absorb pe neanderthalieni.
Paleoliticul târziu este caracterizat prin industrii de tranziție, asemănătoare Châtelperronianului, pe coasta de nord, și prin industrii mai clasice, de tip magdalenian, la sud de Loara. Nu se poate stabili cu certitudine dacă această diferență este pur culturală sau dacă reflectă persistența unui refugiu neanderthalian.
În perioada Mezoliticului, Bretania se acoperă de păduri și este populată de comunități relativ numeroase.
În Mezoliticul recent apare o tendință către sedentarizare, în special în siturile de la Téviec și Hoëdic, unde se observă indicii care sugerează o posibilă tranziție către creșterea animalelor.
Aducerea agriculturii în Bretania este rezultatul migrațiilor din sud și est, iar această practică se răspândește în regiune în mileniul V î.Hr.
Totuși, neolitizarea nu implică un înlocuire a populației locale. Vânătorii-culegători autohtoni adoptă noile tehnici agricole, ceea ce permite apariția unor societăți complexe, în special în jurul actualului golf Morbihan.

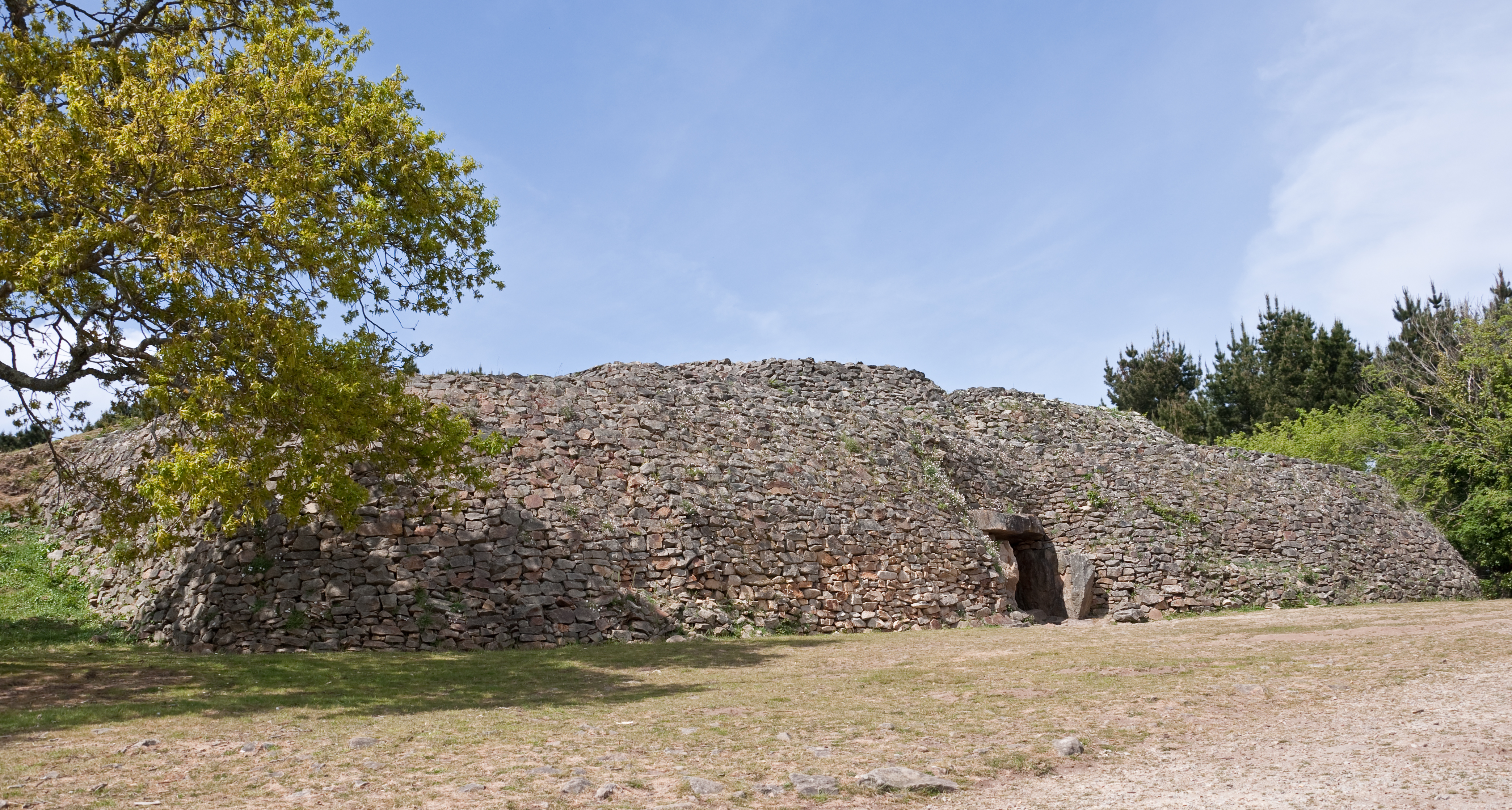
Cairn pe insula Gavrinis, situată în comuna Larmor-Baden (Morbihan).

Această evoluție se traduce prin apariția unei arhitecturi megalitice, începând cu cairn-urile, urmate de morminte princiare și aliniamente de menhire.
Departamentul Morbihan adăpostește un număr impresionant de megaliți, printre care Grand menhir brisé d'Er Grah, cel mai mare monument transportat și ridicat de oamenii Neoliticului. Cel mai cunoscut sit megalitic se află la Carnac.
Chiar dacă influențele culturii ceramicii devin vizibile spre sfârșitul Neoliticului, Bretania menține o anumită continuitate culturală până la începutul Epocii Bronzului. Cultura campaniformă, foarte prezentă în regiune, pare să se fi integrat în tradițiile locale.

### Protoistoria celtică
Osismii
     Venetii
     Coriosolitii
     Riedonii
     Namnetes

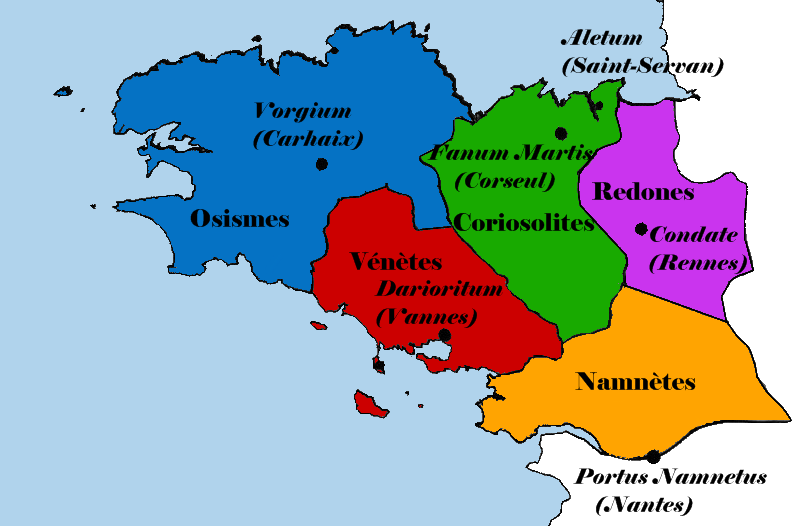
Hartă a popoarelor galice din actuala Bretanie:
Osismii
Venetii
Coriosolitii
Riedonii
Namnetes

În secolul al V-lea î.Hr., Bretania este influențată de cel de-al doilea val al expansiunii celtice, asociat civilizației La Tène. Celții își impun limba și obiceiurile, introducând fierul în regiune și stimulând dezvoltarea agriculturii.
Teritoriul breton este ocupat de cinci popoare principale:
- Coriosolitii, al căror teritoriu se afla în estul actualului departament Côtes-d'Armor, vestul Ille-et-Vilaine și nord-estul Morbihan. Ei au dat numele orașului Corseul.
- Namnetes, care locuiau în actualul departament Loire-Atlantique, la nord de Loara, în regiunea Pays de la Loire. Ei au dat numele orașului Nantes.
- Osismii, care erau localizați în actualul departament Finistère, precum și în partea de vest a Côtes-d'Armor și Morbihan.
- Riedonii, care locuiau în estul actualului departament Ille-et-Vilaine. Ei au dat numele orașului Rennes.
- Venetii, care erau localizați în actualul departament Morbihan și erau înrudiți cu poporul din Gwynedd (Țara Galilor). Ei au dat numele orașului Vannes (Gwened în bretonă).

Se poate adăuga la aceste popoare și Ambilatrii, care locuiau în sudul actualului departament Loire-Atlantique și nordul Vendée, deși localizarea lor exactă rămâne incertă.
Aceste popoare aveau relații economice strânse cu celții din insula Bretania, în special prin comerțul cu staniu.
Potrivit lui Iulius Cezar, aceste popoare armoricane includ Coriosolitii, Riedonii, Ambibarii, Caletii, Osismii, Lemovicii și Unellii. Totuși, utilizarea termenului Lémovices este, probabil, o eroare, fiind vorba, cel mai probabil, despre Lexovii.
Aceste popoare ocupau un teritoriu mult mai vast decât actuala Bretanie, extinzându-se de la estuarul Loarei până la cel al Senei, deși Caletii se aflau direct la nord de estuarul acestui fluviu.
O porțiune întinsă de coastă, situată între Lexovii și Unellii, era locuită de poporul armorican al Badiocassilor, pe care Cezar nu îl menționează.

### Antichitatea gallo-romană

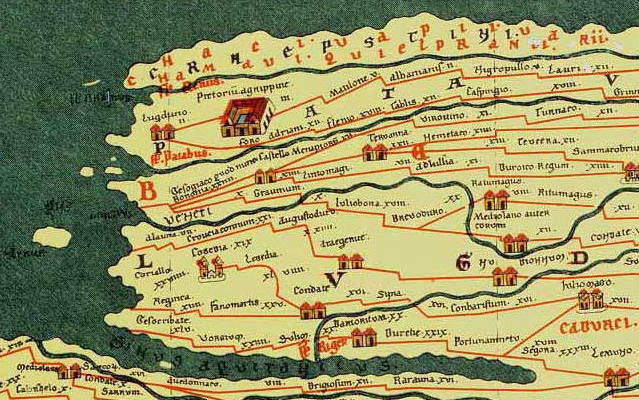
Vestul Galiei romane pe Tabula Peutingeriana.

Teritoriul viitoarei Bretanii, la fel ca întreaga Armorica, este cucerit de romani în timpul războaielor galice, în secolul I al erei noastre. Romanizarea regiunii s-a desfășurat pe parcursul a trei secole, fiind marcată de dezvoltarea infrastructurii rutiere, a villae-lor și de atragerea elitelor locale prin beneficii și influență culturală.
Această romanizare a introdus și religia romană, însă nu fără dificultăți. Drept urmare, s-a produs un sincretism religios, în care zeii romani au fost asimilați cu divinitățile locale. De exemplu, Jupiter a fost identificat cu Taranis, iar Mercur a fost asociat cu alte zeități celtice.

### Migrația bretonă și fondarea Bretaniei continentale
La sfârșitul secolului al V-lea, bretonii din insula Bretania (actuala Mare Britanie) migrează în vestul Armoricului, aducând cu ei obiceiurile și limba lor, prezența lor fiind organizată anterior pentru apărarea Imperiului Roman împotriva migrațiilor germanice. Această perioadă corespunde legendei celor șapte sfinți fondatori ai Bretaniei: Bretania cu cele nouă dioceze este creată și dăinuie până la Revoluție.
Teza conform căreia această migrație ar fi fost cauzată de presiunea invadatorilor anglo-saxoni își are originea în De excidio et conquestu Britanniae al lui Gildas. Astăzi se știe că motivele acestei migrații sunt multiple, fiind ancorate în contextul epocii, așa cum remarcă André Chédeville și Hubert Guillotel:
„ În cele din urmă, cauzele emigrării sunt complexe. Pe lângă emigrarea organizată, de natură militară, puțin numeroasă, dar care a deschis calea celorlalte, trebuie luată în considerare și cea generată de insecuritate, cauzată timp îndelungat de irlandezi, iar mai târziu de saxoni. Nu trebuie neglijat nici impactul războaielor civile care sfâșiau bretonii, războaie evocate de Gildas, despre care ar trebui să știm dacă aveau o origine pur politică.”— André Chédeville și Hubert Guillotel ,  La Bretagne des saints et des rois : Ve–Xe siècle
Bretonii dau numele lor acestei regiuni, numită mult timp Mica Bretanie sau Bretania continentală, în opoziție cu insula lor de origine.

### Evul Mediu

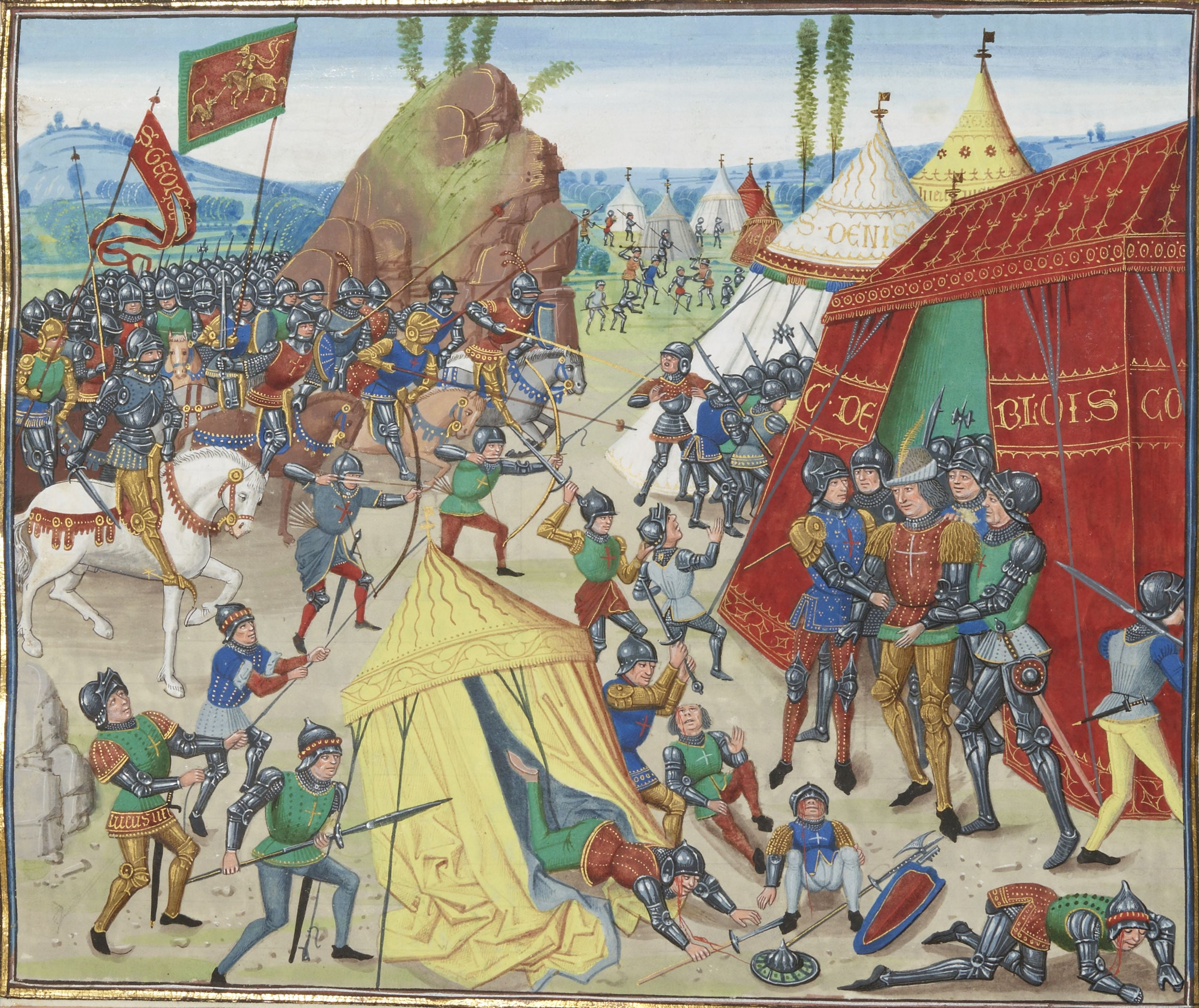
Bătălia de la Roche-Derrien în timpul războiului de succesiune a Bretaniei.

Conform hagiografiei bretone, Bretania din perioada evului mediu timpuriu era împărțită în două, apoi în trei regate — Dumnonia, Cornouaille și Broërec (inițial numit Bro Waroch) — care au fost unite sub autoritatea regilor, apoi a ducilor Bretaniei, în secolul al IX-lea.
Nominoe, suveran al Bretaniei între 845 și 851, este la originea formării unei Bretanii unificate și independente, de unde și calificativul de „părinte al Patriei” (Tad ar Vro în bretonă), pe care Arthur de La Borderie i l-a atribuit în 1898.
Această Bretanie se constituie în secolul al IX-lea sub regele Erispoe, fiul lui Nominoe, ca un regat unificat: Regatul Bretaniei. Tratatul de la Angers, din septembrie 851, îi definește limitele. Acest tratat este însă spulberat sub domnia regelui Salomon, care reia războiul împotriva lui Carol al II-lea cel Pleșuv, aflat în conflict cu vikingii.
Datorită cuceririlor regelui Salomon și tratatelor de la Entrammes (863) și Compiègne (867), Bretania atinge atunci extinderea sa maximă, incluzând Avranchinul, Cotentinul, insulele Anglo-Normande, o mare parte din Maine și Anjou. După asasinarea lui Salomon de către Gurwant și Pascweten, în 874, monarhia bretonă intră într-o criză; aceștia își împart regatul și fac apel la mercenari vikingi.
Regatul este destabilizat de ocupațiile și incursiunile vikingilor la începutul secolelor al IX-lea și al X-lea.
Bretania își pierde ultimele cuceriri din Anjou, comitatul Maine și Neustria. În 909, după moartea lui Alain I cel Mare, regele Bretaniei, Foulque I de Anjou primește comitatul Nantes (comitat care obținuse definitiv ținutul Retz de la Poitou). Acesta este recucerit de la vikingi de către ducele Alain II al Bretaniei în 937.
Încă de la sfârșitul secolului al XIII-lea (și cu mult înainte de unirea ducatului Bretaniei cu regatul Franței), administrația ducală abandonează latina în favoarea francezei, fără a trece prin bretonă. Până în secolul al XIII-lea, actele administrative și juridice erau redactate în latină, apoi franceza începe să concureze latina în documentele cancelariei.
Reconstruită de ducele Alain II al Bretaniei, numit Barbetorte, după bătălia de la Trans din 939, apoi de succesorii săi, Bretania devine un ducat care reia, în linii mari, limitele stabilite prin tratatul de la Angers.
În Bretania, ducii continuă să exercite prerogativele regale ale predecesorilor lor și mențin alianțe atât cu familia regală franceză, cât și cu familia regală engleză, prin căsătorii, de cele mai multe ori, cu prințese din nobilimea respectivă. Bretania constituie un fief sau un arierfief al regatului Franței sau al regatului Angliei — omagiu adus regelui Franței (942), apoi contelui de Anjou sau de Blois, regilor Angliei și ducilor Normandiei (între 1030 și 1200), din nou regelui Franței începând din 1203 (cu Guy de Thouars), iar apoi regilor Angliei între 1341 și 1396.

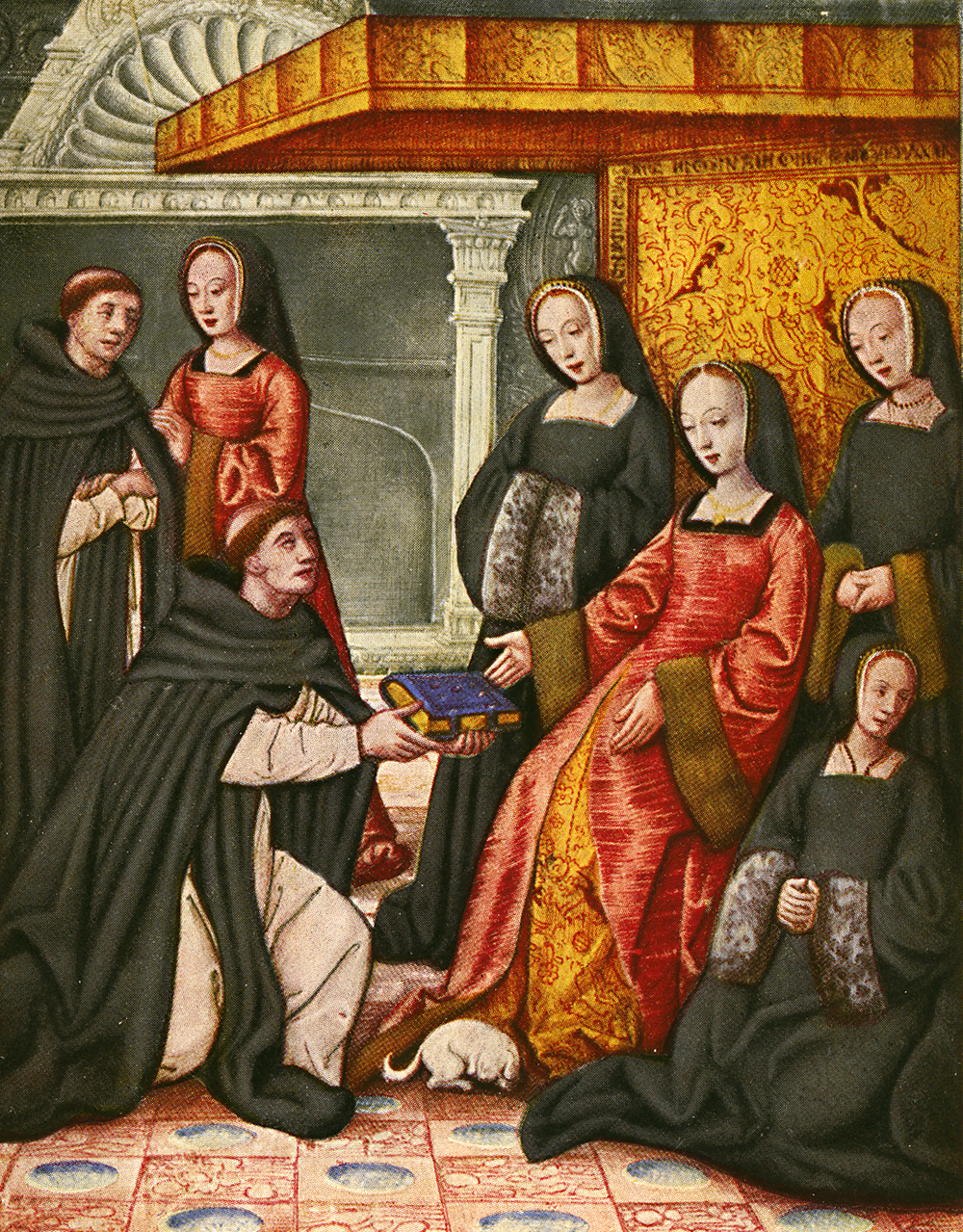
Anne de Bretania.

În jocul legăturilor feudale, Bretania devine un element central în rivalitatea dintre regele Angliei (care revendică tronul Franței) și regele Franței. Relațiile dintre ducat și vecinii săi depind în mare măsură de raporturile personale dintre conducătorii lor. Politica ducilor Bretaniei este adesea condusă în mod independent, dar uneori influențată fie de regele Angliei, fie de regele Franței.
Profitând de dificultățile puterii regale în fața marilor feudali, ducii Bretaniei mențin o independență politică față de regele Franței, mai ales începând din secolele al XIV-lea și al XV-lea, odată cu ascensiunea dinastiei de Montfort. Această politică de emancipare atinge apogeul sub domnia lui François II al Bretaniei, prin expulzarea administrației regale.
În urma revoltei marilor feudali împotriva puterii regale în timpul războiului nebun, François II, duce al Bretaniei, suferă înfrângeri militare majore în 1488, în special în bătălia de la Saint-Aubin-du-Cormier. Tratatul de la Sablé, cunoscut și sub numele de tratatul de la Verger, este semnat la 19 august 1488 de către regele Franței, Carol al VIII-lea, și ducele François II al Bretaniei. Acest tratat stipulează că ducele nu își poate căsători fiicele, dintre care una este moștenitoarea ducatului, fără acordul regelui Franței.
Istoricul american Eugen Weber subliniază astfel consecințele înfrângerii de la Saint-Aubin-du-Cormier:
„ După unirea forțată cu Franța, orașele bretone au fost invadate de francezi, care i-au copleșit sau chiar înlocuit pe comercianții locali, i-au francizat pe cei pe care îi angajau sau cu care intrau în contact. Porturile regelui, precum Lorient sau Brest, erau orașe de garnizoană pe un teritoriu străin, iar termenul de colonie era frecvent folosit pentru a le descrie. ”— Eugen Weber ,  La Fin des terroirs. La modernisation de la France rurale
Războiul reîncepe și durează trei ani, sub pretextul nerespectării clauzelor tratatului în timpul primei căsătorii a Annei de Bretania, până când, în decembrie 1491, Carol al VIII-lea se căsătorește cu Anne de Bretania. Regele Franței își consolidează astfel autoritatea asupra Bretaniei.

### Epoca modernă
În 1532, uniunea perpetuă dintre Ducatul Bretaniei și Regatul Franței este solicitată la Vannes de către Statele Bretaniei. Imediat după, Francisc I ordonă publicarea în Parlamentul Bretaniei a edictului regal pe care îl semnează la Le Plessis-Macé, garantând astfel provinciei anumite privilegii (legislație și impozite specifice).
Aceste privilegii se mențin până la Revoluția Franceză; ele sunt abolite în noaptea de 4 august 1789, la fel ca cele ale comunelor, ale corporațiilor, ale nobilimii, ale clerului și cele specifice tuturor provinciilor regatului.
Perioada cuprinsă între secolele al XV-lea și al XVIII-lea este considerată cea mai prosperă din istoria Bretaniei. Regiunea se află atunci în centrul celor mai active rute comerciale maritime dintre Spania, Anglia și Olanda, beneficiind în special de expansiunea primului imperiu colonial francez în America și în Indii (moment marcat de fondarea orașului L'Orient, devenit ulterior Lorient).
Producția de pânzeturi din cânepă simbolizează avântul economic al acestei perioade, care permite finanțarea unui impresionant patrimoniu arhitectural. Monetăria din Rennes devine astfel cea mai importantă din Franța. Totuși, colbertismul, prin crearea de manufacturi în alte provincii ale Regatului, precum și conflictele cu Anglia – preocupată să limiteze flotele națiunilor continentale – provoacă o recesiune care atinge apogeul la sfârșitul secolului al XIX-lea.
Bretania este împărțită în comitate (Cornouaille, Léon, Broërec, Tréguier, Penthièvre, Porhoët, Nantais, Rennais etc.), apoi în opt baillies, care evoluează în patru présidiaux, acestea fiind la rândul lor divizate în sénéchaussées. De asemenea, teritoriul este împărțit în nouă episcopii (Broioù sau Eskapti în bretonă).

#### Proiectele de departamentalizare

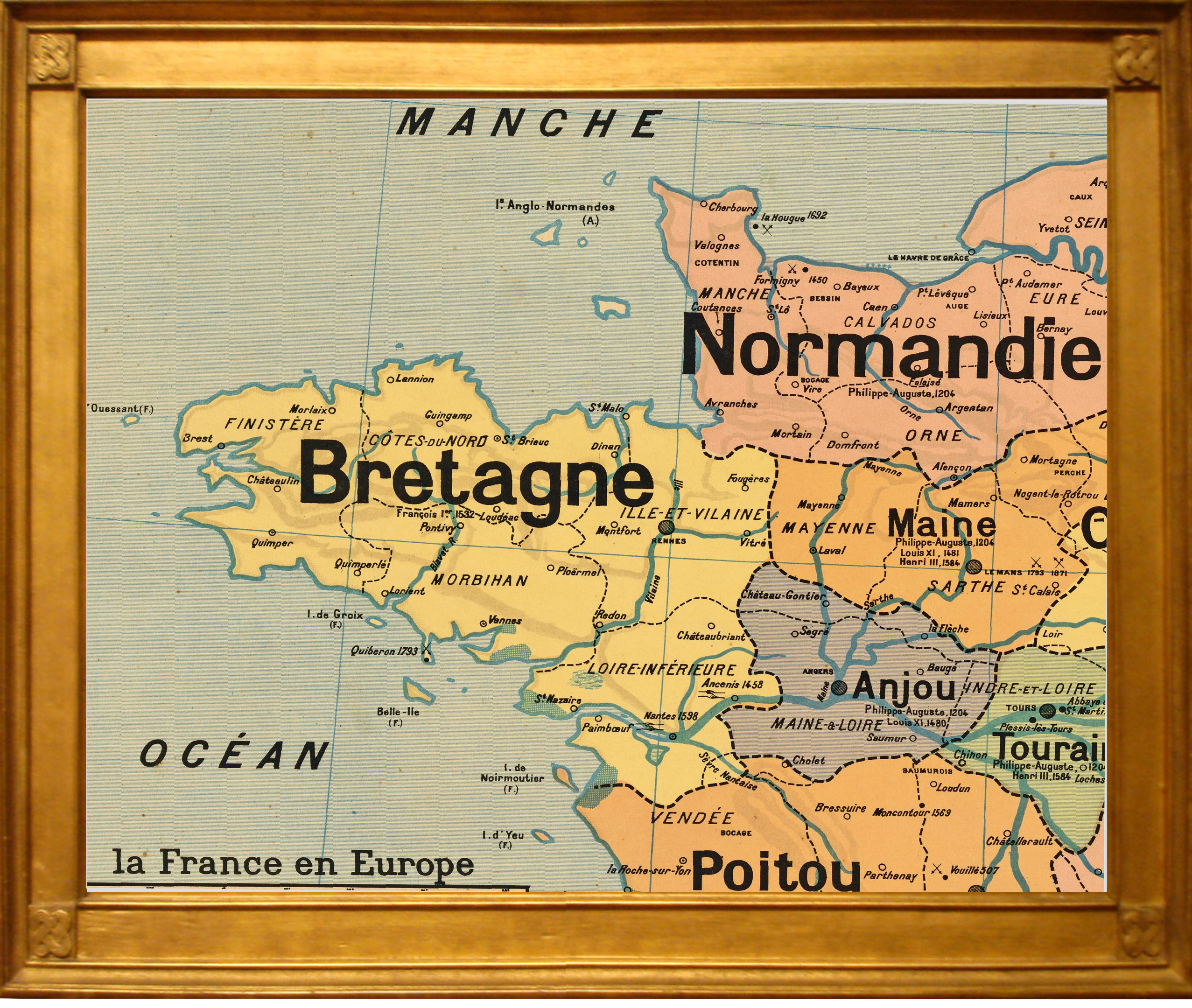
Bretania în 1789 (înainte de divizarea sa în cinci departamente): Côtes-du-Nord (astăzi Côtes-d'Armor), Finistère, Ille-et-Vilaine, Loire-Inférieure (astăzi Loire-Atlantique) și Morbihan.

În timpul Revoluției Franceze, privilegiile provinciilor sunt abolite în noaptea de 4 august 1789. Bretania încetează să mai existe ca entitate administrativă odată cu procesul de departamentalizare.
Primul proiect începe la 29 septembrie 1789, propunând o împărțire uniformă a provinciei în diviziuni perfect egale, fiecare având 18 lieues pe latură (aproximativ 72 km). Aceste diviziuni sunt organizate în nouă districte, fiecare fiind apoi subdivizat în nouă cantoane. Scopul acestui aranjament teritorial este de a facilita controlul acestor entități cu populație redusă, astfel încât să nu afecteze autoritatea puterii centrale.
Un al doilea proiect este discutat în aceeași zi, propunând o Bretanie împărțită în cinci departamente. Conform acestui plan:
- Ille-et-Vilaine pierde partea de est a districtelor Vitré și La Guerche, precum și Redon și Montfort, dar anexează Dinan și Châteaubriant.
- Côtes-du-Nord cedează Loudéac în favoarea Morbihanului.
- Finistère încorporează localitățile Le Faouët și Gourin.

Un al treilea proiect, propunând o Bretanie împărțită în șase departamente, apare în decembrie 1789, cu următoarele delimitări:
- Finistère Nord: Brest, Lannion, Lézardrieux, Plounévez-Quintin, Carhaix-Plouguer;
- Finistère Sud: Plougastel-Daoulas, Rostrenen, Guidel, Pointe du Raz;
- Côtes-du-Nord – Ille-et-Vilaine Nord: Paimpol, Saint-Brieuc, Saint-Malo, Dol, Les Forges, Corlay;
- Ille-et-Vilaine: Fougères, Vitré, Rennes, Redon, Châteaubriant, Sainte-Anne-sur-Vilaine, Ploërmel, Lanouée;
- Morbihan: Langon, Pontivy, Lorient, Vannes;
- Loire-Inférieure: aceleași limite ca în prezent, exceptând Châteaubriant.

Astfel, Saint-Malo ar fi devenit reședința departamentului său.
În cele din urmă, departamentalizarea definitivă este aplicată la 26 februarie 1790, stabilind împărțirea Bretaniei în cinci departamente:
- Côtes-du-Nord (devenit Côtes-d'Armor în 1990),
- Finistère,
- Ille-et-Vilaine,
- Loire-Inférieure (atașat în 1956 regiunii Pays de la Loire și redenumit Loire-Atlantique în 1957),
- Morbihan.

Crearea celor cinci departamente este delimitată și aprobată de deputații bretoni pe baza unui exemplar al unei hărți a Bretaniei, desenată de geograful Jean-Baptiste Ogée în 1771.

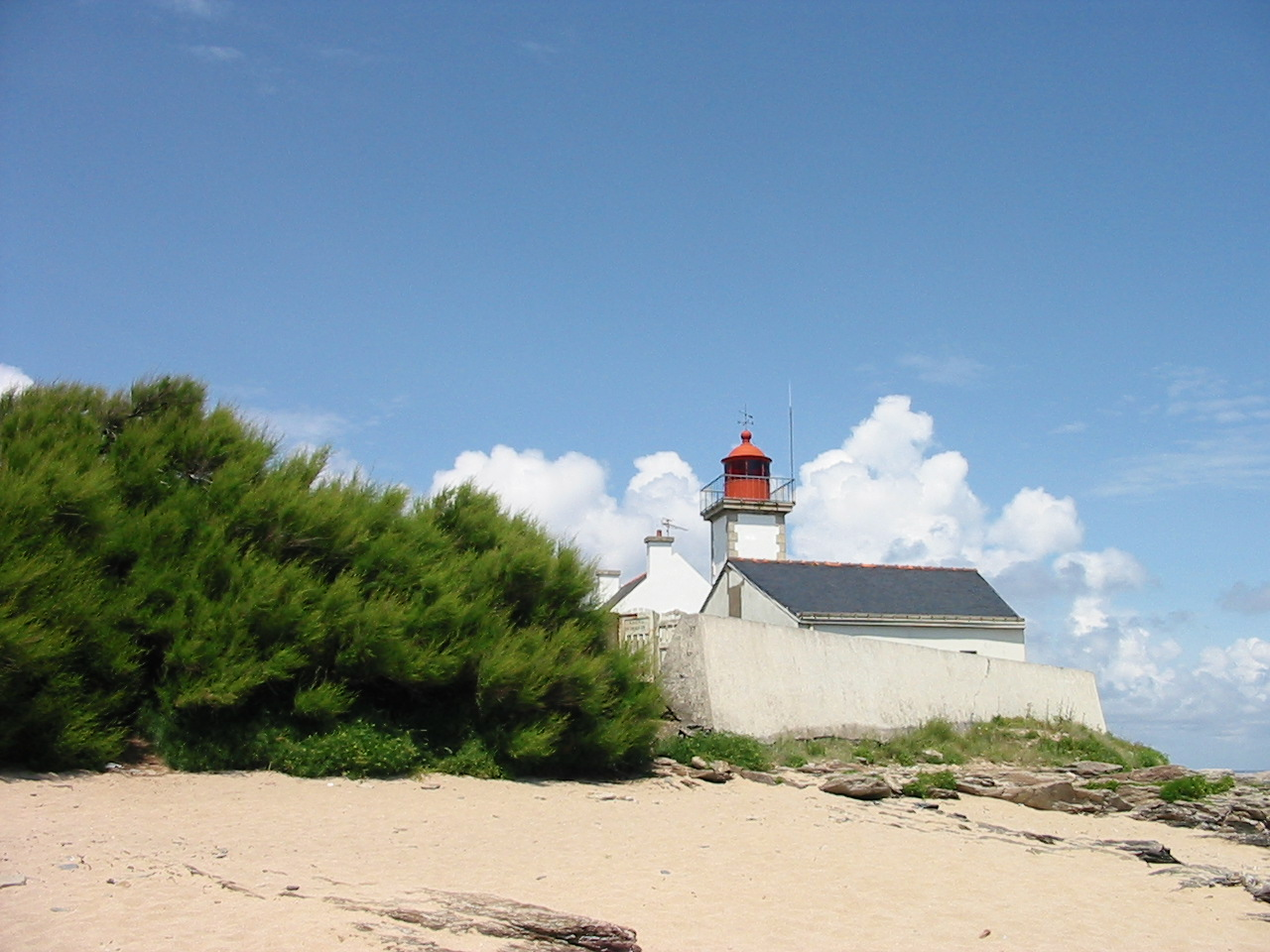
Farul de la Pointe des Chats pe insula Groix (Morbihan).

#### Împărțirea administrativă a Bretaniei
Sub guvernul de la Vichy, regiunea Bretania apare sub două forme, conform unui decret din 30 iunie 1941, care instituie prefecturi regionale pentru zona ocupată:
Una are sediul la Rennes și este competentă doar pentru patru departamente breton (Côtes-du-Nord, Finistère, Ille-et-Vilaine și Morbihan).
Cealaltă are sediul la Angers și administrează doar departamentul Loire-Inférieure.
O altă împărțire teritorială, cea a Franței în „provincii”, definită de Consiliul Național în august 1941, stabilește o provincie a Bretaniei formată din cinci departamente. Limitele acesteia sunt supuse unui arbitraj al mareșalului Pétain, dar această organizare nu are o existență efectivă.
Aceste diviziuni sunt abolite la Eliberare: prefecții regionali dispar în martie 1946.
Le CELIB - Comitetul de studiu și legătură pentru interesele bretone (în franceză Comité d'étude et de liaison des intérêts bretons), creat în 1950 sub conducerea jurnalistului Joseph Martray, influențează recunoașterea regiunilor într-un cadru european. Sub guvernul lui Edgar Faure, în 1956, apar „regiunile de program”, ceea ce duce la renașterea regiunii Bretania.
Acest redesen administrativ, bazat pe criterii tehnice, economice și politice, dar nu istorice, creează o regiune administrativă numită Bretania cu doar patru departamente, deoarece Loire-Inférieure este atașată regiunii Pays de la Loire.
Legea regionalizării din 1972 permitea consiliilor generale să propună modificarea limitelor sau a numelui regiunilor până la 1 aprilie 1973, însă era necesară unanimitatea consiliilor generale.
- Pentru menținerea centralității orașului Nantes, consiliul general al Loire-Atlantique solicită în 1973 unificarea regiunilor Bretania și Loire-Atlantique.
- În aceeași logică, pentru menținerea centralității orașului Rennes, consiliul general din Ille-et-Vilaine propune integrarea departamentelor Loire-Atlantique și Mayenne.
- Consiliul general al Vendée susține menținerea statu quo-ului.
- Consiliul general al Sarthe dorește atașarea sa la regiunea Centre.
- Consiliul general al Maine-et-Loire propune crearea unei noi regiuni, numită Val-de-Loire.
- În schimb, Côtes-du-Nord și Finistère solicită o regiune care să corespundă Bretaniei istorice.

În cele din urmă, lipsa unui consens determină menținerea configurației administrative stabilite în 1956.
Opinia publică pare să fie favorabilă: analiza rezultatelor celor 13 sondaje realizate în ultimii 25 de ani sugerează că 65 % dintre persoanele intervievate doresc această reunificare (doar celelalte departamente din Pays de la Loire – exceptând deci Loire-Atlantique – ar fi împotrivă). Totuși, unele alte sondaje oferă rezultate divergente, nuanțând această concluzie.
Manifestațiile în favoarea reunificării sunt organizate la Nantes, la nivelul celor cinci departamente istorice ale Bretaniei. Guvernul Raffarin, prin legalizarea referendumurilor locale, a făcut ca această reunificare să devină tehnic posibilă.
Modalitățile acestei unificări ar presupune îndeplinirea anumitor condiții administrative și legislative, cum ar fi organizarea unei consultări a populației vizate, care ar putea duce, în funcție de rezultatul său, la o reorganizare a întregii zone.
Această reconfigurare administrativă ar depinde de deciziile președinților celor două consilii regionale (Bretania și Pays de la Loire) și de președintele consiliului general din Loire-Atlantique.
În plus, atașarea departamentului Loire-Atlantique la regiunea Bretania ar duce la o relativă „izolare” a departamentului Vendée, care ar avea ca singură opțiune aderarea la regiunea Nouvelle-Aquitaine.
Se vorbește despre Bretania istorică atunci când se face referire la cele cinci departamente breton (Côtes-d'Armor, Finistère, Ille-et-Vilaine, Loire-Atlantique și Morbihan), iar termenul regiunea Bretania desemnează cele patru departamente care fac parte din actuala delimitare administrativă (fără Loire-Atlantique).

## Geografie

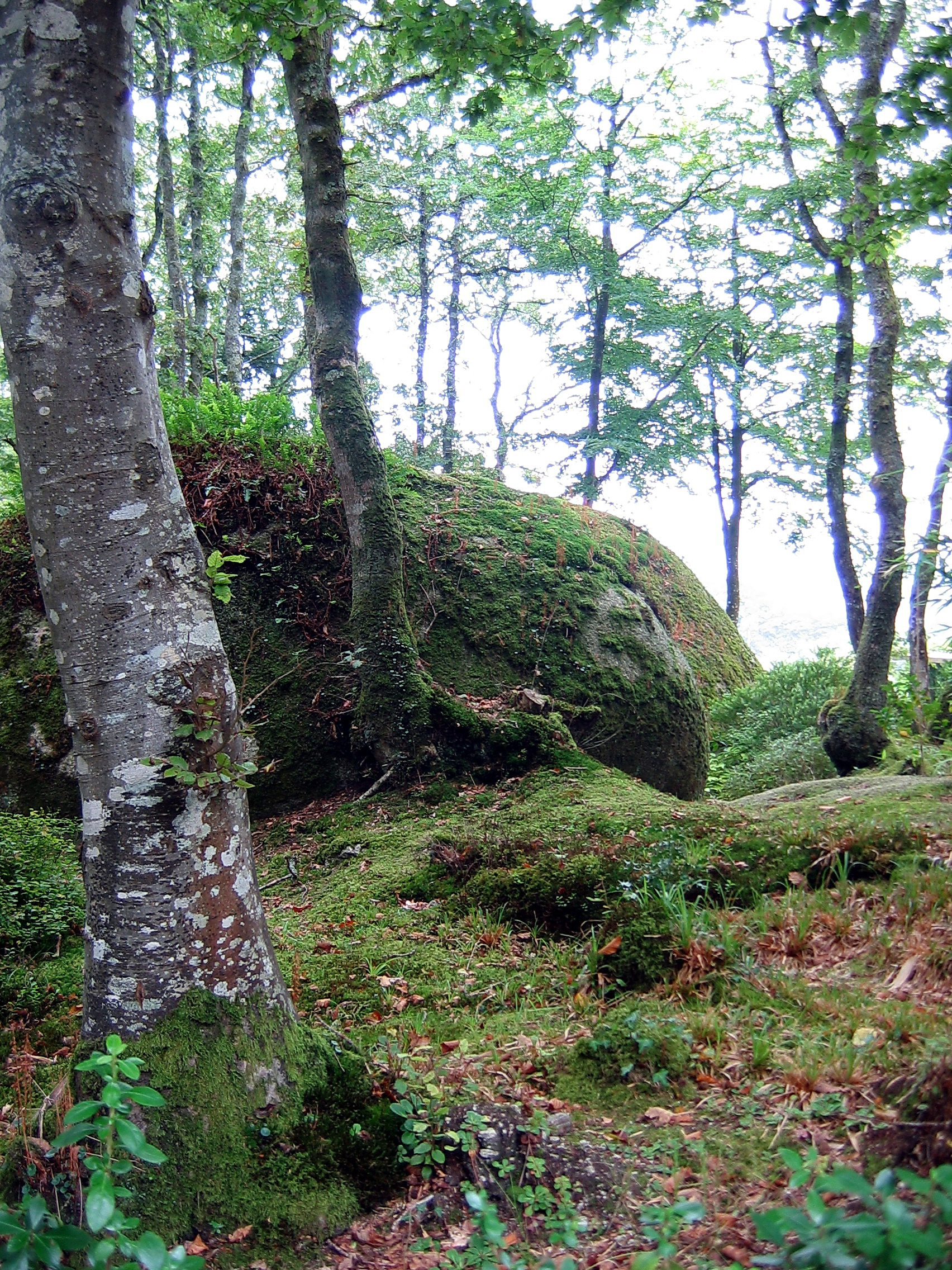
Pădurea Huelgoat.

Bretania este regiunea franceză care beneficiază de cea mai mare lungime a coastelor. De la Cancale până la Pornic, litoralul se întinde pe 1 100 km, dar își dublează lungimea dacă includem numeroasele insule. Tradițional, se disting regiunile de coastă (Armor sau Arvor) de regiunile din interior (Argoat).
Deși nu este foarte înalt, relieful este bine conturat în zonele stâncoase și mai domol în regiunile argiloase din est și sud.

### Climă
Climatul oceanic este extrem de blând, în special de-a lungul coastelor, cu diferențe de temperatură între vară și iarnă de aproximativ 15 °C. Totuși, aceste variații de temperatură depind de apropierea față de litoral. Vântul din nord-vest (noroît în franceză, gwalarn în bretonă) predomină în nord.
Contrar prejudecăților, climatul breton nu este nefavorabil. Deși zilele cu precipitații sunt puțin mai frecvente decât media națională, cantitățile de ploaie (deși variabile, în funcție de apropierea față de coastă) sunt similare cu media națională. Munții Arrée, deși nu au un relief foarte pronunțat, se remarcă printr-un nivel semnificativ mai ridicat al precipitațiilor.
Pe litoralul sudic, de la Lorient până la Pornic, numărul anual de ore de soare depășește două mii. Prin comparație, în vestul regiunii, Brest se clasează în mod constant printre marile orașe cele mai puțin însorite din Franța, cu puțin peste o mie cinci sute de ore de soare pe an.

### Peisaj
Vegetația este abundentă. Odinioară, Bretania era o regiune de bocage; însă, reorganizarea terenurilor agricole în anii 1960 (remembrement) a eliminat o mare parte din gardurile vii care delimitau câmpurile. Această schimbare a permis modernizarea agriculturii, dar a dus și la eroziunea stratului superficial al solului. Totuși, această reorganizare s-a făcut la o scară mai mică decât în multe dintre marile câmpii cerealiere ale Franței (Beauce, Champagne etc.).
Departamentele Côtes-d'Armor, Finistère, Ille-et-Vilaine și Morbihan formează a patra regiune cea mai turistică din Franța. Acestea dispun de numeroase situri naturale, în special în Armor („lângă mare”): 2 730 de kilometri de litoral, unde se întâlnesc dune bătute de vânt, faleze abrupte care se prăvălesc în ocean, estuare ce servesc drept refugiu pentru pești, moluște și păsări, mlaștini sărate și cordoane de pietriș.
În interiorul regiunii, Argoat („pădurile”) oferă peisaje variate, cu întinderi de pajiști, turbării, bocage și păduri.

### Demografie
La 1 ianuarie 2021, Bretania avea o populație de 3 394 600 de locuitori. Cu o creștere medie de 0,5 % pe an între 2015 și 2021, populația regiunii crește într-un ritm ușor superior mediei naționale. Această dinamică demografică este susținută de noile sosiri în regiune, în timp ce soldul natural este aproape nul.
În Bretania, rata fertilității este foarte apropiată de media națională, iar raportul dintre seniori și tineri este relativ ridicat (97 persoane de 65 de ani sau mai mult la 100 de tineri sub 20 de ani).
În 2019, 744 300 de bretoni aveau 65 de ani sau mai mult, reprezentând 22,4 % din populația regiunii. În 1999, această categorie număra doar 515 800 de persoane, adică 17,8 % din populație. În aceeași perioadă, ponderea seniorilor la nivel național a crescut de la 15,9 % la 20,3 %.
În rândul acestei populații vârstnice, proporția celor de 80 de ani sau mai mult este în creștere. În Bretania, aceasta era de 6,9 % în 2019, față de 3,9 % în 1999. Numărul persoanelor de 80 de ani sau mai mult s-a mai mult decât dublat în această perioadă, crescând de la 112 300 în 1999 la 230 800 în 2019.
Există disparități semnificative între departamente. De exemplu, proporția persoanelor de 65 de ani sau mai mult variază de la 18,0 % în Ille-et-Vilaine la 26,3 % în Côtes-d’Armor.
Pe de altă parte, numărul persoanelor de 50 de ani sau mai puțin este în scădere. Scăderea afectează în primul rând categoria de vârstă 25-34 de ani, a cărei pondere a trecut de la 13,6 % la 10,4 %.

### Mediu

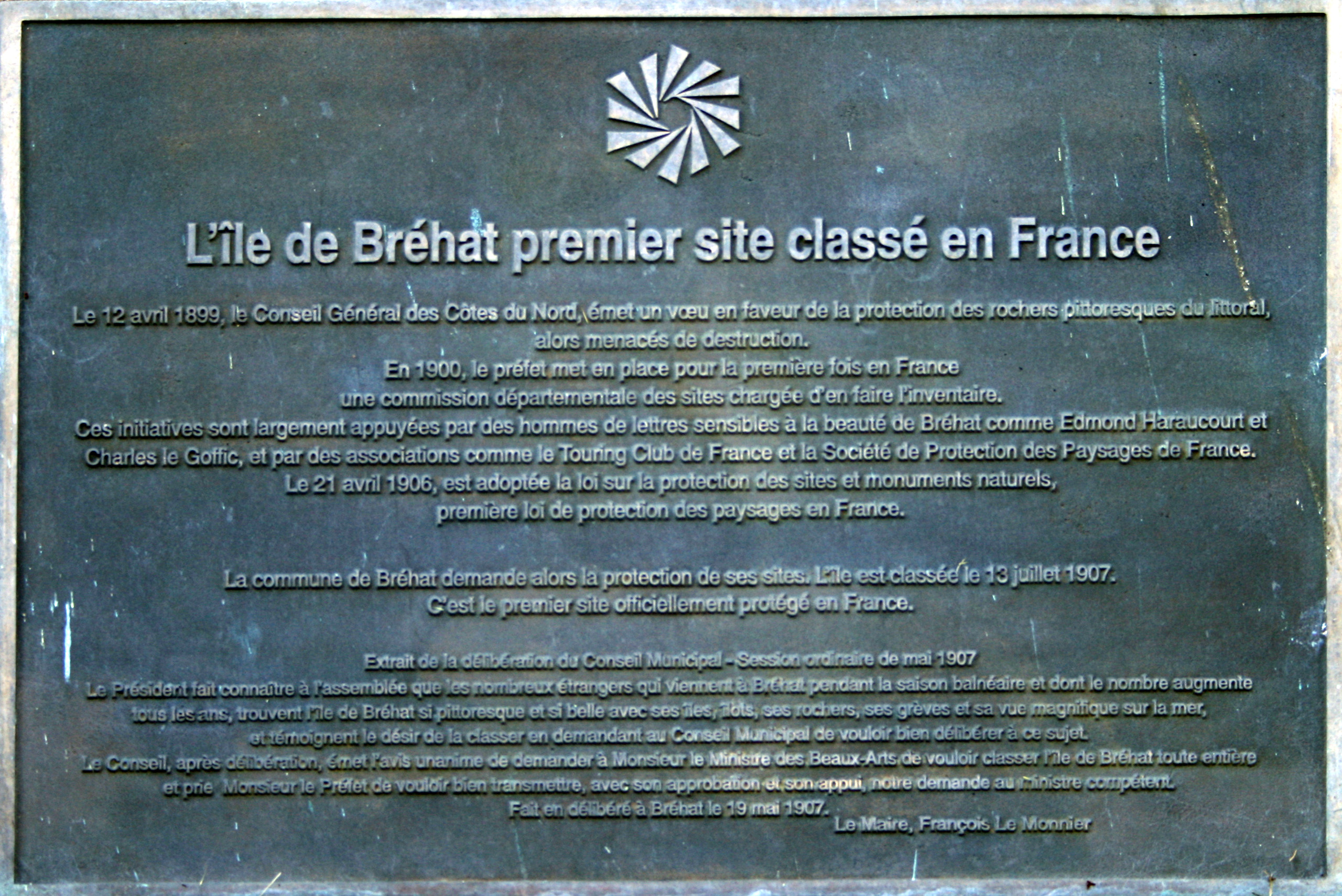
Placă inaugurală a clasificării Bréhat.

Bretania este una dintre primele regiuni din Franța care s-a preocupat de peisaje ca entități patrimoniale de recunoscut, ceea ce i-a permis să beneficieze de clasificarea primului sit francez ca peisaj protejat. La 13 iulie 1907, comisia departamentală a Côtes-du-Nord (actualmente Côtes-d'Armor) a clasat insula Bréhat printre „situri și monumente naturale de caracter artistic” de conservat.

#### Faună
Bretania prezintă o bogăție ornitologică excepțională. Patru mari situri permit observarea coloniilor de păsări.
Deschisă între mai și septembrie, rezervația Falguérec, situată în golful Morbihan, este o zonă protejată pentru păsările migratoare, cuibăritoare sau endemice. Toamna, gâștele bernache și lopătarii fac aici o escală în drumul lor spre Africa. Între martie și septembrie, păsările de țărm vin să se reproducă înainte de a pleca spre Senegal. Egretele, stârcii și cormoranii trăiesc aici pe tot parcursul anului.
Fragilă și afectată de mai multe ori de maree negre, rezervația Sept-Îles, situată în largul coastelor Perros-Guirec, este acum interzisă publicului. Totuși, un sistem de transmisie video permite observarea celor șase mii de corbi de mare, a scoicarilor cu picioare negre și a altor fulmari de la stația din Insula Grande.
Ouessant este un loc privilegiat pentru observarea numeroaselor păsări care folosesc coastele drept repere în timpul migrațiilor lor. La extremitatea Bretaniei, traseul lor face o cotitură foarte pronunțată, pe care multe păsări o ratează din cauza condițiilor meteorologice. Ouessant acționează astfel ca un fel de plută de salvare, oferindu-le o a doua șansă.

#### Floră
Din 1990, Conservatorul Botanic Național din Brest are responsabilitatea de a inventaria patrimoniul vegetal al regiunii, în scopul conservării diversității biologice.

### Geologie și seismicitate
Din punct de vedere geologic, Bretania corespunde părții occidentale a masivului Armorican, cunoscut pentru graniturile sale, pentru monoliții extrași din acesta și pentru peisajele sale litorale sculptate de eroziunea marină.
Geomorfologia actuală a fostului orogen hercinic este rezultatul fragmentării și eroziunii, care, de-a lungul fracturilor și faliilor, au săpat văi și au separat două zone înălțate de roci dure: la nord, Munții Arrée, iar la sud, Munții Negri.
Bretania este a treia regiune cu cea mai mare activitate seismică din Franța, după regiunile Auvergne-Rhône-Alpes și Occitanie. Ea este frecvent afectată de cutremure de intensitate redusă, care, în general, nu depășesc o magnitudine de 2-3. Între 2000 și 2014, au fost înregistrate peste 500 de seisme.
Hărțile de localizare a cutremurelor indică existența unei centuri cu densitate ridicată de seisme, lată de aproximativ 100 km și orientată NV-SE pe o distanță de 600 km. Activitatea sa este concentrată în principal la marginile acesteia, care delimitează un coridor central slab seismic și care corespund unei zone cu producție ridicată de căldură crustală. Aceasta reflectă episoadele succesive de îmbogățire a scoarței terestre în elemente radiogenice, legate de orogeneza cadomiană și eroziunea sa, urmate de ultimele episoade magmatice ale orogenezei hercinice.
Marginea sa estică urmează falia Quessoy-Nort-sur-Erdre (de vârstă post-hercinică) până la valea Loarei, unde prezintă o deviere spre est. Marginea sa vestică corespunde unei zone situate între linia de coastă și ramura sudică a cisaillement-ului sud-armoric, de vârstă tardi-hercinică. Cele mai seismogene falii hercinice sau post-hercinice sunt localizate la marginea unor domenii cu contraste reologice puternice, determinate de aceste zone cu producție intensă de căldură crustală, care ghidează deformarea scoarței terestre.
Definirea adâncimii zonei seismogene ca fiind limita deasupra căreia se produc 80 % dintre cutremure indică faptul că aceasta se află la aproximativ 15-16 km în Masivul Armorican. Această adâncime corespunde zonei de tranziție fragil-ductil, determinată de începutul plasticității cuarțului (300 °C, 15 km).
Aceste zone de tranziție sunt asociate cu falii reactivate de un flambaj litosferic de lungă durată, rezultat al orogenezelor pirenaică și alpină. Acestea exercită o compresiune spre nordul Europei, pe măsură ce cele două lanțuri muntoase continuă să se înalțe cu aproximativ 1 mm/an. În plus, dorsala Atlantică, cu o viteză de expansiune de 2-3 cm/an, împinge Bretania și Europa spre est. Aceste două forțe determină deplasarea Masivului Armorican către nord-est.

### Transporturi

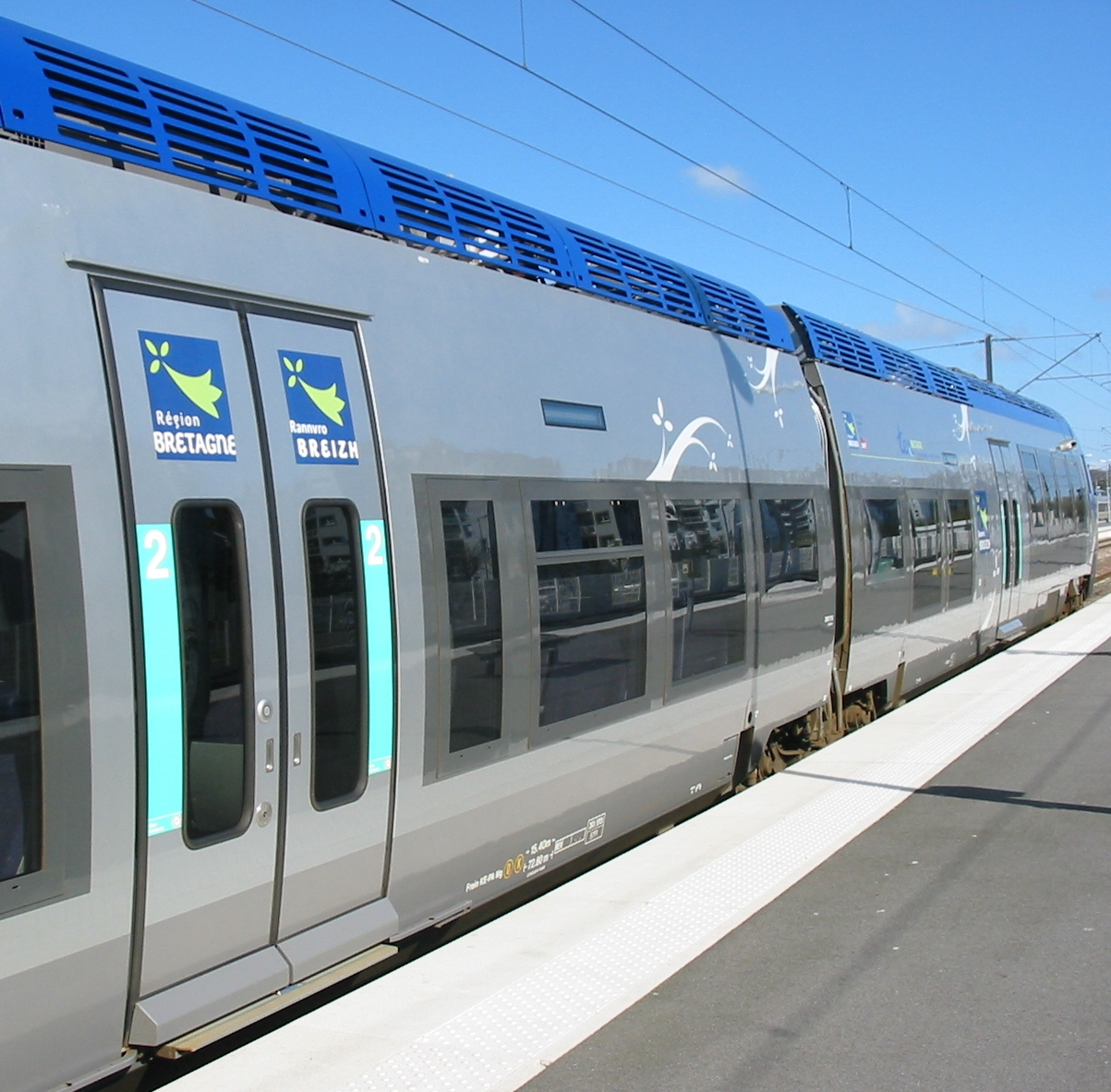
TER Bretagne.

Atâta timp cât legăturile maritime au predominat asupra celor terestre, poziția Bretaniei, ca punct de trecere și escală obligatorie pe mijlocul fațadei atlantice a Europei, i-a adus o anumită prosperitate. Totuși, regiunea a suferit din cauza izolării sale geografice, în special în secolul al XX-lea. Poziționarea pe un nod de transport este, într-adevăr, un factor esențial pentru dezvoltarea infrastructurilor.
Implementarea, în anii 1970, a planului rutier breton (Plan routier breton - PRB), inițiat de generalul de Gaulle, a contribuit semnificativ la reducerea izolării regiunii. Acest proiect a beneficiat de o investiție de 10 045 milioane de franci pe o perioadă de 25 de ani.
Peste 1 000 km de drumuri cu două benzi de circulație pe sens au fost construite sau sunt în curs de realizare, ceea ce a multiplicat de patru ori traficul rutier în Bretania. Aceste drumuri sunt scutite de taxă de autostradă.
În timpul creării primelor linii de cale ferată în secolul al XIX-lea, Bretania era împărțită geografic între două rețele concurente:
- Compagnie des chemins de fer de l'Ouest (achiziționată de stat în 1909), care lega Brest, Saint-Brieuc și Rennes de Paris prin Le Mans.
- Compagnie du chemin de fer de Paris à Orléans, care asigura legătura între capitală și Quimper, Lorient și Vannes prin Nantes și Orléans.

Odată cu înființarea SNCF în 1938, rețeaua feroviară bretonă a fost reorganizată într-un sistem mai omogen, având ca nod principal Rennes, conectat la Paris prin LGV Atlantique și, din iulie 2017, prin LGV Bretagne-Pays de la Loire, dar și prin linia clasică Paris - Chartres - Le Mans - Laval - Rennes.

## Economie

### Pescuit
Bretania este prima regiune de pescuit din Franța, atât în ceea ce privește capturile, cât și industriile conexe (firme de comercializare și procesare a peștelui). Regiunea dispune de peste o sută de porturi și 14 hale de vânzare a peștelui (criées), dintr-un total de 37 în întreaga Franță.
Conform FranceAgriMer 2020, Bretania reprezintă 235 milioane de euro din valoarea peștelui proaspăt debarcat, ceea ce constituie 41,4 % din valoarea totală a pescuitului francez.
În 2010, peștele era unul dintre cele mai exportate produse bretoane, reprezentând un sfert din exporturile franceze ale acestui sector.

### Agricultură
Economia Bretaniei contemporane s-a orientat, începând cu anii 1960, către o agricultură intensivă, axată atât pe producția vegetală (cultivarea furajelor, precum porumbul siloz și șrotul de rapiță, grâul, porumbul boabe, cartofii și legumele timpurii), cât și pe creșterea animalelor (porcine, păsări de curte, bovine). Agricultura este strâns legată de o industrie agroalimentară puternică.
Bretania se situează pe primul loc între regiunile franceze în producția de porci și păsări de curte (aproximativ 50 %), conopidă (aproximativ 60 %) și anghinare (aproximativ 85 %). Este, de asemenea, cel mai mare producător național de lapte, viței, păsări de curte și ouă.
Regiunea furnizează aproape două treimi (63 %) din porcii vânduți în Franța. În 2010, carnea era unul dintre cele mai exportate produse bretoane, reprezentând o treime din exporturile franceze ale acestui sector.

### Industrie
Industria joacă, de asemenea, un rol important în economia Bretaniei, cu sectoare diversificate:
- Construcții navale civile și militare în Brest și Lorient
- Industrie aeronautică în Saint-Nazaire și Nantes
- Industrie auto, cu uzina Citroën din Rennes
- Puncte tehnologice avansate la Brest, Rennes și Lannion, în special în domeniul telecomunicațiilor, datorită implantării istorice a centrului de cercetare (CNET) al France Télécom și a companiei Alcatel
- Industrie electronică, exemplu fiind Safran Electronics din Fougères

Industria manufacturieră reprezintă 13 % din economia Bretaniei. În 2023, regiunea a înregistrat 15 deschideri nete de situri industriale. De asemenea, 126 sedii de start-up-uri industriale sunt implantate în Bretania, ceea ce reprezintă 5 % din totalul celor 2 523 de start-up-uri industriale din Franța.

### Turism
Regiunea desfășoară „un efort remarcabil pentru a descongestiona zonele de coastă, promovând Cœur de Bretagne: lacurile, satele și pădurile sale”, potrivit agenției de comunicare digitală Nouvelle Lune. Această strategie se inspiră din tendințele de turism durabil adoptate de numeroase țări, conform Amélie Deloche, cofondatoarea colectivului Paye ton Influence.
Un studiu realizat de Comitetul Regional de Turism al Bretaniei privind noile aspirații turistice ale francezilor a relevat că 4 din 5 turiști acordă o atenție deosebită preservării siturilor pe care le vizitează și doresc să consume produse locale.
În această regiune, mulți responsabili ai comunelor mici își propun să extindă activitatea turistică pe tot parcursul anului, așa cum subliniază Léonie Ollivier, responsabilă de turism durabil la Primăria Bréhat.

## Chestiunea capitalei
Bretania nu a avut niciodată o capitală permanentă. Primii duci și curtea lor își schimbau constant reședința, mutându-se dintr-o pădure în alta pentru vânătoare și locuind relativ puțin în mediul urban, cu excepția unor motive strategice sau politice. În astfel de cazuri, reședința era aproape întotdeauna situată într-un oraș din estul sau sudul ducatului.
Stările Generale ale Bretaniei se reunesc în diferite orașe. În perioada ducală, acestea au avut loc la Dinan, Nantes (de 17 ori), Ploërmel, Redon, Rennes, Vitré, Vannes (de 19 ori) și Guérande.
Conceptul modern de capitală a apărut odată cu crearea unei administrații propriu-zise, un proces lent care a început în secolul al XIII-lea. Creșterea numărului de funcționari și volumul arhivelor au făcut ca administrația să devină mai puțin mobilă decât vechea curte ducală. Consiliul, Cancelaria și Camera de Conturi rămâneau de obicei într-un oraș.
Sub dinastia Montfort, Consiliul ducal (guvernul ducelui) îl însoțea uneori pe acesta în deplasările sale dintr-un oraș în altul, în special la Nantes, Vannes, Redon, Rennes, Fougères, Dol, Dinan și Guérande.
Rennes este orașul încoronării, iar locuitorii săi îl numesc „oraș-capitală”. Conan le Tort domnește acolo, neputând controla Nantes, iar Alain III creează un embrion de cancelarie în acest oraș.
Au rămas paisprezece acte ducale scrise la Rennes între sfârșitul secolului al XI-lea și 1166, atestând prezența activă a ducilor, față de șaisprezece acte păstrate de la Nantes din aceeași perioadă.
În 1169, copilul Geoffroy II este primit în catedrala din Rennes, dar primește omagiul vasalilor săi la Nantes. În 1185, el ține la Rennes Asiza contelui Geoffroy.
În 1196, ducesa Constance convoacă nobilimea la Rennes pentru a-l face recunoscut ca moștenitor pe fiul său, Arthur I.
Dinastiile Dreux și Montfort rezidează rar la Rennes, iar castelul lor, ajuns în ruină, este demolat la începutul secolului al XV-lea.
Poziția strategică, apoi prosperitatea Nantes-ului, au făcut ca orașul să fie ales de numeroși duci începând cu Alain Barbetorte, care eliberează orașul în 937 și decide să-l transforme în capitală.
- Castelul Bouffay devine reședința ducală sub dinastia cornualeză, iar Alain Fergent își convoacă vasalii aici în 1008.
- Guy de Thouars se ocupă de construcția unui nou castel pentru a rezida în condiții mai confortabile.
- În 1341, Jean de Montfort vine la Nantes pentru a se proclama duce și a fi aclamat de nobili.
- Arthur III, Francisc al II-lea și Anne de Bretania aleg să domnească la Nantes, mai degrabă decât la Vannes.
- Camera de Conturi este transferată la Nantes între 1492 și 1499, rămânând acolo până la Revoluție.
- Universitatea este fondată în anii 1460.

Nantes devine și necropola ducilor: Alain Barbetorte, Jean IV, Pierre II, Arthur III și François II sunt înmormântați aici. Anne de Bretagne ordonă ca inima sa să fie păstrată într-un relicvar și plasată în mormântul tatălui său, François II, la călugării carmeliți.
De asemenea, ducesa Constance, Alix și alți prinți bretoni sunt înhumați în împrejurimi, în abațiile La Villeneuve și Scouëtz.
Tradiția bretonă, de-a lungul întregii sale istorii, a fost de a împărți atribuțiile puterii între mai multe orașe, în loc de a le concentra într-unul singur.
- Executivul și justiția erau exercitate în triunghiul Vannes-Nantes-Rennes, în funcție de preferințele guvernanților și conform modelului feudal.
- Puterea legislativă se reunea în aproape toate orașele Bretaniei, în ciuda constrângerilor, deoarece ducele trebuia să obțină acordul vasalilor săi asupra diverselor aspecte ale politicii sale, în special cele financiare.

Astfel, Bretania nu are o metropolă regională dominantă, dar dispune, în schimb, de o rețea unică în Franța, formată din douăzeci și cinci de orașe de dimensiuni medii (între 10 000 și 20 000 de locuitori).

## Cultură

### Limbi
Bretania este formată istoric din două arii lingvistice:
- Bretania de Jos (Breizh Izel) în vest, care corespunde departamentelor Finistère, cea mai mare parte a Morbihanului, vestul Côtes-d’Armor, precum și, în sud, peninsula Guérande, în special enclava Bourg-de-Batz (în Loire-Atlantique). Aici se vorbește o limbă de origine britonică (înrudită cu galeza și cornica), cunoscută sub numele de breton (brezhoneg).
- Bretania de Sus (Breizh Uhel) în est (Ille-et-Vilaine, estul Côtes-d’Armor și Morbihan, Loire-Atlantique), unde se vorbesc dialecte de oïl, în special gallo. De asemenea, în Pays de Retz, se întâlnește poitevinul[66], iar în zona Rennes, mai există urme de bretonă.

Limba franceză este vorbită în Bretania de către elite încă de la sfârșitul Evului Mediu și a fost adoptată de administrația ducilor de Bretania încă din secolul al XIII-lea.
În timpul Vechiului Regim, această limbă s-a răspândit treptat în Bretania de Sus, unde a beneficiat de asemănarea sa cu gallo, precum și în principalele orașe din Bretania de Jos.
Ca multe alte limbi regionale, bretona și gallo au pierdut un număr mare de vorbitori.
Totuși, bretona a cunoscut o renaștere după Al Doilea Război Mondial, cu un impuls semnificativ în anii 1970, iar apărătorii gallo au început să își facă auzită vocea în anii 1990.
Deși numărul vorbitorilor nativi de bretonă este în scădere, aceasta rămâne a treia limbă celtică vorbită în lume, după galeză și irlandeză.
Conform anchetei privind istoria familială realizată de INSEE în 1999, numărul ponderat de bretonofoni (sau brittophones) cu vârsta de peste 18 ani era de 257 000 în cele cinci departamente bretone, iar la nivelul întregii Franțe, estimările indică 290 000 de vorbitori.
La acest număr se adaugă și elevii înscriși în școlile bilingve, care erau 15 363 în anul școlar 2013, precum și cei care urmau cursuri de bretonă în învățământul primar public (peste 7 600 în 2002/2003) și în învățământul secundar (peste 8 000 în aceeași perioadă).
Fañch Broudic, bazându-se pe un sondaj TMO din 1997, subliniază:
„ Observăm mai întâi că procentul celor cu vârste între 15-19 ani este infim (0,5 %). Categoria 20-39 de ani reprezintă doar 5 %. În total, sub 40 de ani, mai sunt doar 13 000 de persoane care pot vorbi bretona. ”— Fañch Broudic 
În anii 1970, bretona își face apariția în viața publică prin panourile de semnalizare bilingve, care sunt amplasate de-a lungul drumurilor din regiune.
Oficiul Limbii Bretoane (Ofis ar Brezhoneg) a contribuit la publicarea unei hărți rutiere a Bretaniei în 2003, cu denumirile localităților în bretonă.
Liga Celtică consideră Bretania drept una dintre cele șase țări celtice, din punct de vedere lingvistic.
La începutul secolului al XXI-lea, câțiva cercetători au colectat și publicat o serie de bretonisme, adică expresii franceze calchiate după bretonă. Acestea includ:
- Cuvinte de vocabular („partir en riboul” – a pleca la petrecere, „faire du reuz” – a face scandal).
- Expresii gramatical incorecte în franceză, dar corecte în bretonă („Du café tu auras ?” – Vei lua cafea?).

### Literatură și tradiție orală
Din trecutul său celtic, Bretania a păstrat o puternică tradiție a transmiterii orale. Astfel, numeroase povești și legende au traversat secolele. Diverși culegători de folclor au lăsat moștenire o colecție vastă de cântece tradiționale, de gwerzioù (balade tragice) și de legende originale.
Moartea este un element recurent în aceste povești, fiind reprezentată printr-un personaj specific imaginarului breton: Ankou. Acesta are rolul de a transporta sufletele celor recent decedați, fie într-o căruță scârțâitoare, fie într-o barcă, în regiunile de coastă.
Poveștile sunt, de asemenea, populate de ființe mici și șirete, uneori răuvoitoare, dar întotdeauna dotate cu puteri magice. Acestea sunt cunoscute sub numele de korriganed (korrigans), poulpiquets, sau morgans de pe insula Ouessant.
Un alt motiv recurent este cel al orașelor scufundate (sau îngropate), dintre care cel mai faimos este Ys. Această legendă îl are ca protagonist pe Gradlon, regele Cornualei, și pe fiica sa, Dahud.
Mitul reflectă conflictele dintre vechea religie celtică și instaurarea creștinismului în Bretania.
Cel mai faimos dintre culegătorii de folclor breton este Théodore Hersart de la Villemarqué, care, în secolul al XIX-lea, a publicat celebrul Barzaz Breiz. Această lucrare rămâne o sursă de inspirație pentru mulți artiști bretoni contemporani, datorită popularității unor cântece precum An Alarc'h (Lebăda), Silvestrig, Marv Pontkalleg (Moartea lui Pontcallec) și altele.
Printre alți culegători importanți se numără:
- François-Marie Luzel, primul care a aplicat o metodă științifică în colectarea cântecelor și poveștilor bretone[71].
- Anatole Le Braz[72][73], discipol al lui Luzel, scriitor și profesor de literatură, autor al cărții La Légende de la Mort, care descrie credințele bretonilor din epoca sa.
- Paul Sébillot, culegător de tradiții orale și inventator al termenului „oralitură” (oraliture), desemnând literatura transmisă oral.

### Muzică, cântec și dans

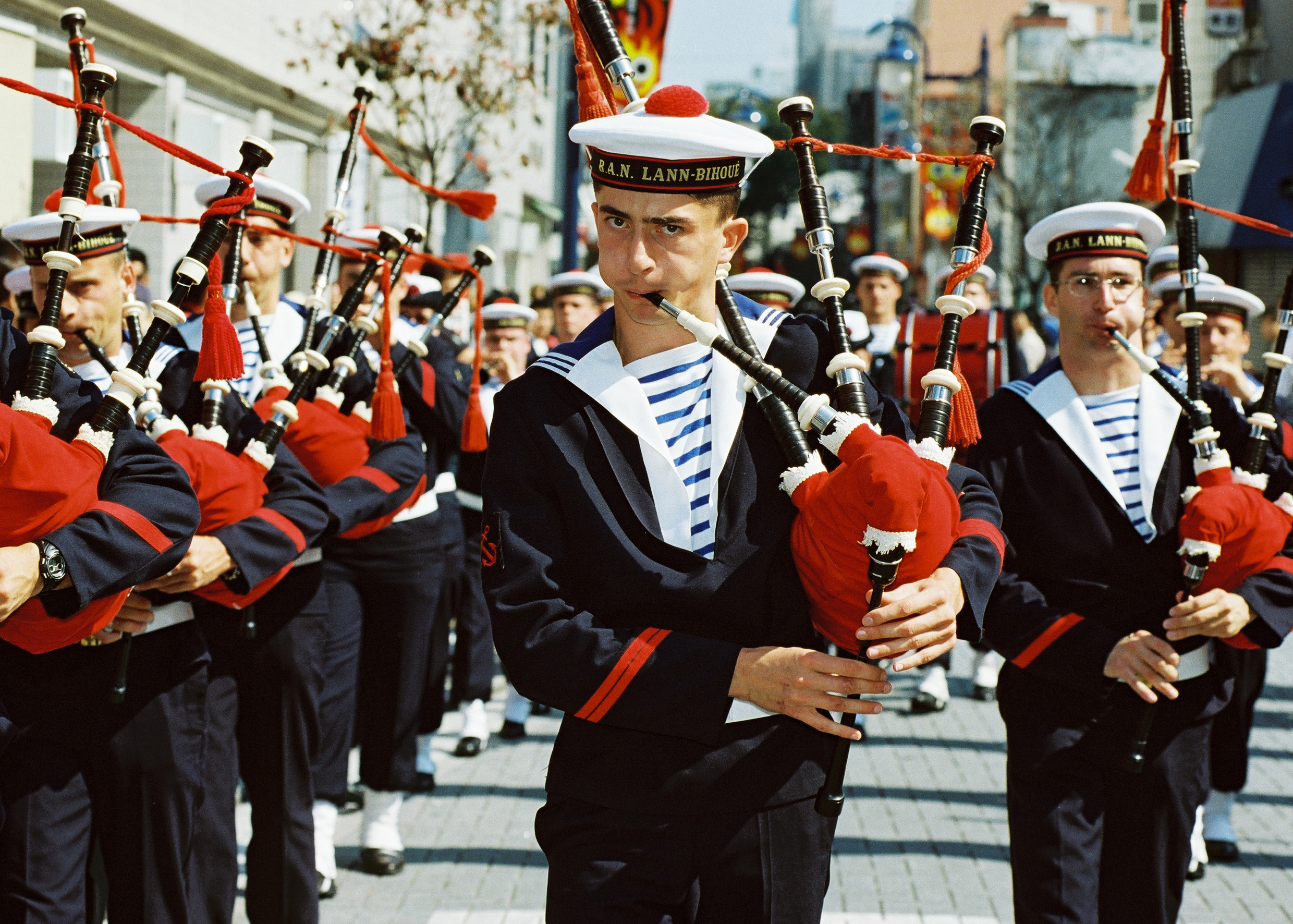
Bagadul din Lann-Bihoué defilând la Lorient.

Muzica este astăzi cel mai vizibil aspect al culturii bretone, datorită muncii și creativității muzicienilor care se revendică din tradiția bretonă, diversității festivalurilor și numărului mare de festoù-noz (petreceri nocturne tradiționale cu muzică și dans).
Dansul tradițional breton este, de asemenea, foarte bine înrădăcinat în peisajul cultural al Bretaniei. „Fest-noz”, adunarea festivă bazată pe practica colectivă a dansurilor tradiționale bretone, a fost inclusă, pe 5 decembrie 2012, pe lista reprezentativă a patrimoniului cultural imaterial al umanității UNESCO.
Dincolo de practica populară din fest-noz (sărbătoare nocturnă) sau fest-deiz (sărbătoare diurnă), astăzi cercurile celtice evoluează la un nivel înalt, oferind spectacole din ce în ce mai profesioniste, foarte apreciate de public.
Tradiția muzicii de dans, în special în cuplu, este foarte prezentă atât în Bretania de Sus, cât și în Bretania de Jos. Printre formele cele mai emblematice se numără:
- Duo-ul tradițional biniou/bombarde (biniou – cimpoi breton, bombarde – instrument de suflat specific Bretaniei), utilizat în muzica de dans.
- Cântecul de dans „kan ha diskan”, interpretat în perechi, bazat pe tehnica de call and response (cânt-contracânt).

Această tradiție coexiste cu alte tipuri de formații muzicale mai moderne (trupe contemporane).
O componentă importantă a muzicii bretone o reprezintă bagadoù, ansambluri muzicale care participă anual la un campionat, în urma căruia se stabilește un clasament. O excepție notabilă este Bagadul din Lann-Bihoué, care aparține Marinei Naționale și nu participă la această competiție.
Inspirate de pipe-bands-urile scoțiene, bagadoù sunt relativ recente ca formă muzicală, primul fiind creat în 1947, la Carhaix-Plouguer.
Muzica bretonă s-a diversificat și s-a îmbogățit considerabil în a doua jumătate a secolului al XX-lea, adaptând temele tradiționale la sonorități moderne. Modernizarea radicală a început la mijlocul anilor 1960, odată cu:
- Glenmor, care a apărat identitatea bretonă prin cântec.
- Alan Stivell, care a popularizat muzica bretonă la nivel mondial.

Aceștia au fost urmați de alți artiști importanți, precum Gilles Servat, Dan Ar Braz, Tri Yann, Yann-Fañch Kemener, Pascal Lamour etc.
În anii 1990, apar noi interpreți, printre care:
- Denez Prigent, specializat în gwerzioù (balade tragice).
- Annie Ebrel, interpretă de sonioù și kan ha diskan (cânt-contracânt).
- Red Cardell, care combină muzica tradițională bretonă cu rock-ul.
- Nolwenn Korbell, cunoscută pentru cântecele sale.
- Dom DufF, adept al folk-rock-ului.

De asemenea, în această perioadă iau naștere trupe de rock, precum Matmatah și Merzhin, dar și de punk celtic, cum ar fi Les Ramoneurs de Menhirs.
Pe de altă parte, cercetările în etnomuzicologie, realizate de anumiți muzicieni și cântăreți, precum Roland Becker sau Erik Marchand, au explorat aspecte precum instrumentele tradiționale, formațiile muzicale, scările muzicale cu temperament inegal și modelele ritmice ciclice.
Aceste studii au condus la diverse spectacole muzicale și la fuziuni între muzica bretonă și alte tradiții muzicale din lume, precum și cu alte forme de expresie artistică.
Erik Marchand a jucat un rol important în reintroducerea muzicii modale în peisajul muzical breton, în special prin intermediul Kreiz Breizh Akademi, o instituție dedicată formării și inovării în muzica tradițională bretonă.
Saint-Malo, Rennes, Lorient, Quimper și Carhaix-Plouguer găzduiesc anual unele dintre cele mai importante festivaluri muzicale din Bretania:
- La Route du Rock (muzică rock alternativă, Saint-Malo)
- Les Transmusicales (muzică emergentă și experimentală, Rennes)
- Festivalul Interceltic de la Lorient (muzică și cultură celtică, Lorient)
- Festivalul Cornouaille (muzică și tradiții bretone, Quimper)
- Festivalul Vieilles Charrues (cel mai mare festival de muzică din Franța, Carhaix-Plouguer)

Aceste evenimente atrag melomani, fani ai concertelor și trupe internaționale.
Muzica celtică s-a îmbogățit prin fuziuni cu influențe diverse, așa cum subliniază Gérard Alle:
„ Găsim bretoni care își împletesc sonoritățile cu ritmuri berbere, țigănești sau rock. ”— Gérard Alle 

### Religie

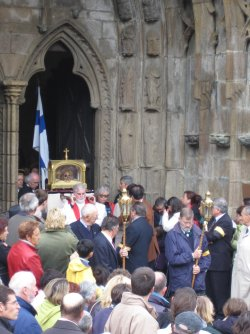
Pelerinajul de Saint-Yves la Tréguier.

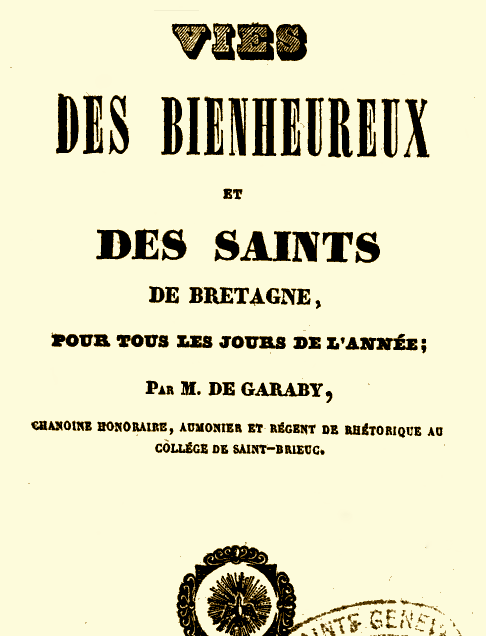
Viața fericiților și a sfinților din Bretania, pentru toate zilele anului de Malo-Joseph de Garaby.

Cu mult înaintea celților, populațiile neolitice ridicau menhiri, cairnuri și tumuli, dintre care s-au păstrat dolmenele și galeriile acoperite. Acestea din urmă aveau un scop funerar și cultic bine stabilit. Funcția menhirilor rămâne încă ipotetică, dar în prezent li se atribuie un rol de marcatori teritoriali asociați cu funcții religioase. Religia druidică s-a răspândit odată cu sosirea celților, în special în Galia și în insulele britanice.
Dominarea peninsulei de către romani a dus, ca peste tot în Galia, dar cu mai puțină amploare, la construirea unor noi locuri de cult, dintre care unele sunt încă vizibile (templul lui Marte, la Corseul), precum și la ridicarea de statui ale panteonului roman (Douarnenez, Corseul). Totuși, descoperirea mai multor statui de tip celtic indică persistența cultelor anterioare.
La sfârșitul epocii galo-romane, emigrarea bretonă în Armorica a accentuat implantarea unei noi religii, creștinismul celtic, care s-a răspândit nu din orașe, așa cum s-a întâmplat în general în Galia, ci mai ales din abații, mănăstiri, oratorii etc. Această difuzare atipică explică coexistența timp de secole a păgânismului cu religia dominantă, uneori pașnică, alteori mai tensionată, creând un univers marcat de supranatural, semne și „semne prevestitoare”, în special la intersecția dintre teluric și celest (înălțimi, fântâni, numeroase cruci de piatră).
În special în rândul populației rurale, au supraviețuit practici religioase alternative modelului clerical, prin care s-a exprimat timp de secole o „cultură folclorică” doar superficial creștinizată. Chiar și astăzi, numeroase legende și tradiții locale evocă practici druidice.
Dispersia habitatului, slaba aculturație a zonelor rurale la cultura scrisă și la limbă, în special în partea occidentală, sunt factori care au limitat răspândirea protestantismului în Bretania (Blain, Vitré…). După marile tulburări provocate de Liga Catolică, părinții Le Nobletz, Maunoir și Huby au devenit figurile emblematice ale Contrareformei în Bretania.
Ei sunt, de asemenea, la originea utilizării imaginilor pictate de mari dimensiuni — tableaux de mission sau taolennoù — pentru a ilustra predicile lor în timpul numeroaselor misiuni, care au continuat până în 1957 în teritoriile bretonofone, Léon devenind centrul succesului lor.
În contextul Contrareformei din secolul al XVI-lea, fiecare sat, animat de un puternic spirit de competiție locală și de rivalitate între parohii, își etalează bogăția construind cel mai înalt sau cel mai „modern” turn-clopotniță și, totodată, cea mai frumosă închidere parohială posibilă.
Creștinii din Bretania sunt în mare majoritate catolici. Sfânta patroană a Bretaniei este Sfânta Ana (supranumită Mamm gozh ar Vretoned, adică „bunica bretonilor”), pe care texte apocrife și Legenda de Aur a lui Jacques de Voragine o prezintă drept mama Fecioarei Maria și, deci, bunica lui Iisus.
Cel mai venerat sfânt breton este Sfântul Ivo (Erwan în bretonă) (1253-1303), preot și jurist care și-a dedicat viața apărării și îngrijirii săracilor. Majoritatea sfinților bretoni nu figurează pe listele pontificale, deoarece au fost sanctificați prin devoțiunea populară, anterior rezervării exclusive a dreptului de canonizare papei, în 1234, și departe de Roma.
În multe parohii, o dată pe an, credincioșii participă la pardon, sărbătoarea sfântului protector al parohiei. Pardon-ul începe adesea cu o procesiune, urmată sau precedată de o slujbă religioasă; această sărbătoare păstrează însă și un aspect păgân, cu tarabe care oferă mâncare sau suveniruri.
Unul dintre cele mai renumite pardon-uri este cel dedicat Sfântului Ronan, la Locronan, care include o procesiune de 12 km, numită troménie (din bretonă tro minic'hi, „ocolul sanctuarului monahal”), unde numeroși participanți poartă costume tradiționale. Cel mai mare pardon este cel dedicat Sfintei Ana, organizat la Sainte-Anne-d'Auray, în Morbihan.

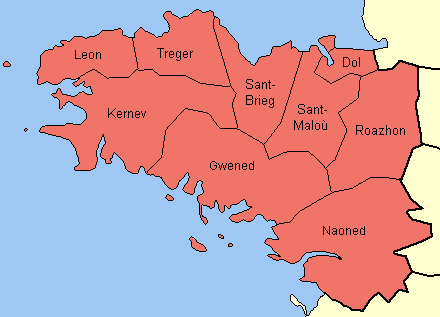
Cele nouă vechi episcopii bretone.

Trebuie menționat un pelerinaj atestat încă din Evul Mediu, Tro Breizh („Turul Bretaniei”), în cadrul căruia pelerinii vizitează succesiv mormintele celor șapte sfinți fondatori ai Bretaniei:
- Paul Aurélien (Sant Paol), la Saint-Pol-de-Léon (Leon)
- Tugdual sau Tual (Sant Tudwal), la Tréguier (Treger)
- Brieuc (Sant Brieg), la Saint-Brieuc
- Malo (Sant Maloù), la Saint-Malo
- Samson (Sant Samzun), la Dol-de-Bretagne
- Paterne (Sant Padern), la Vannes (Gwened)
- Corentin (Sant Kaourintin), la Quimper (Kemper)

Aceste locuri devin, ulterior, sedii ale episcopiilor bretone, la care se adaugă diocezele de Nantes (Naoned) și Rennes (Roazhon), formând astfel cele 9 dioceze istorice ale Bretaniei (cele mai multe dintre ele fiind desființate în 1790).
Istoric, Tro Breizh se parcurgea dintr-o singură dată (aproximativ 600 de kilometri); în prezent, pelerinajul se desfășoară pe parcursul mai multor ani. În 2002, Tro Breizh a avut loc în Țara Galilor, refăcând simbolic, în sens invers, călătoria galezilor sfinți Paol, Brieuc și Samson. Este unul dintre puținele pelerinaje circulare din lume.
Influența masivă a Bisericii, susținută de un cler supranumeric, s-a manifestat până la începutul secolului al XX-lea, așa cum atestă vechiul dicton « Ar Feiz hag ar yez a zo breur ha c'hoar e Breiz » („Credința și limba sunt frate și soră în Bretania”), pe care abatele Perrot, una dintre figurile de prim-plan ale mișcării de revitalizare a tradiției bretone, îl repeta adesea.
Patronajele și asociațiile sportive catolice au cunoscut o dezvoltare spectaculoasă începând din perioada interbelică, reflectând o civilizație parohială cu un caracter integrator.
Ca și în restul Franței, practicarea religiei în acest „bastion al creștinismului” a cunoscut un declin accentuat începând din anii 1965 (odată cu sfârșitul Conciliului Vatican II). Vocațiile religioase au devenit rare, iar bisericile s-au golit, exceptând zilele de duminică și sărbătorile religioase. Două treimi dintre bretoni se identifică încă drept catolici, dar mai puțin de 3 % (față de 20 % în 1960) declară că merg la biserică în fiecare duminică.
Cu toate acestea, Bretania rămâne o regiune profund atașată de religie prin numeroasele pelerinaje și tradiții bretonice pe care Biserica continuă să le susțină la nivel local. Prezența creștinismului se reflectă în patrimoniul religios deosebit de bogat: catedrale, închideri parohiale, capele, biserici…
Jurnalistul Pierre-Yves Le Priol consideră că Bretania secolului XXI reprezintă un laborator pentru viitorul creștinismului în Franța, cu comunități creștine fervente în marile orașe (Vannes, Brest, Rennes…) și o renaștere a culturii tradiționale, vizibilă mai ales prin pardons, încă bine frecventate, dar în principal de persoane în vârstă, și prin inițiative precum Vallée des Saints (Valea Sfinților).

### Toponimie
Pe teritoriul breton, o mare parte a toponimiei este de origine galică sau galo-romană, ba chiar franceză; totuși, în regiunile bretonofone, majoritatea denumirilor de locuri provine din britonică. Această toponimie britonică a fost adesea francizată, în special în regiunile estice, unde limba bretonă a dispărut încă din Evul Mediu.

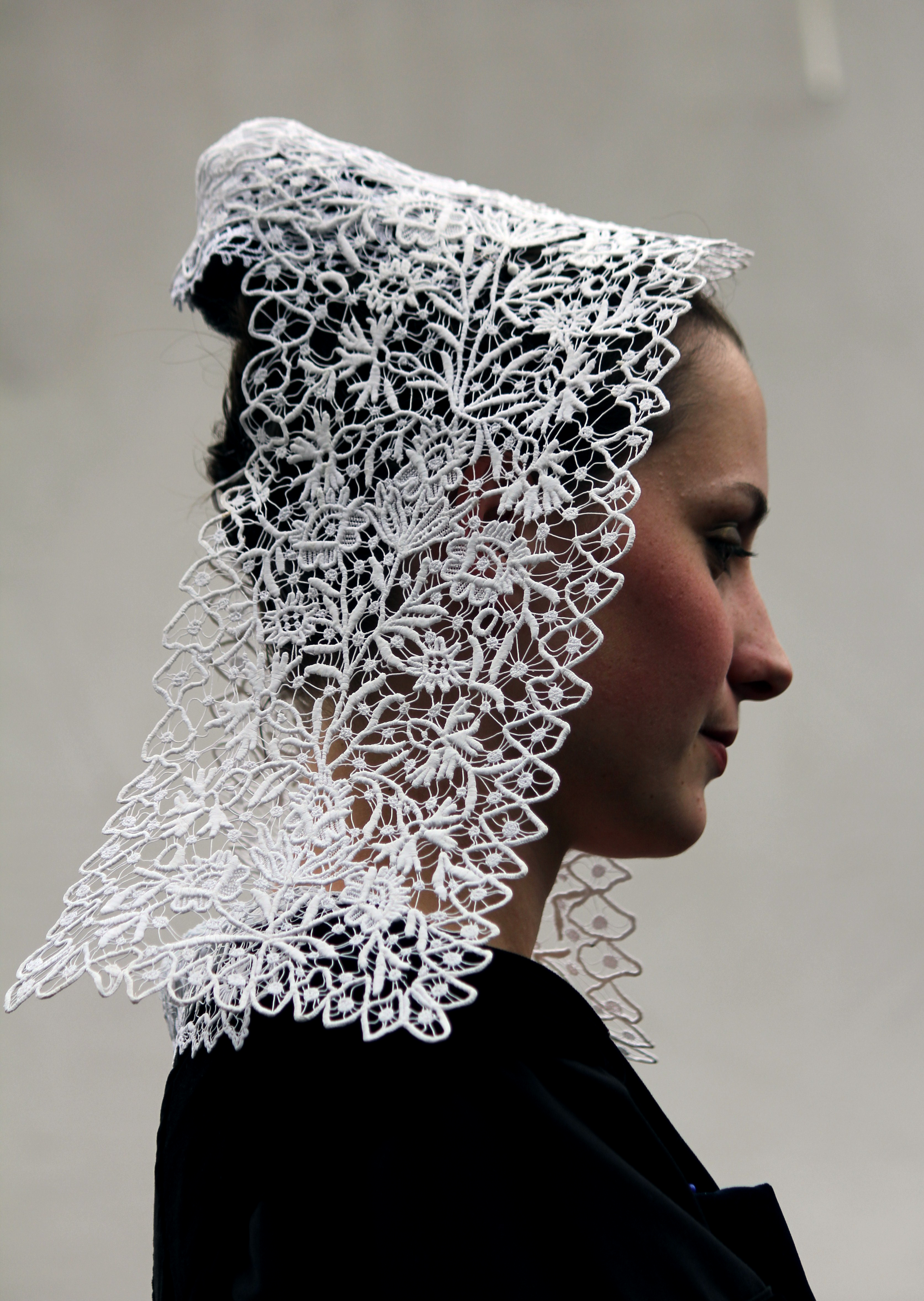
Bonet din regiunea Baud.

### Costume
Bretania păstrează vie memoria unei mari diversități de costume tradiționale, semne distinctive ale diferitelor pays sau regiuni. Un proverb breton spune: « Kant bro, kant giz » („O sută de ținuturi, o sută de stiluri”).
Astăzi, aceste costume sunt purtate doar cu ocazia sărbătorilor publice (pardons, concursuri de dans și cântec, spectacole). Una dintre cele mai remarcabile caracteristici este varietatea și eleganța bonetelor feminine, adevărate capodopere de dantelă, menite să prindă și să ascundă părul.
Costumul breton, și în special boneta bigoudène, este adesea folosit ca element grafic, mai ales de către publicitari sau caricaturiști, pentru a reprezenta bretonii.

### Gastronomie
Printre specialitățile regionale se numără clătite bretone, galettes, kouign-amann (prăjitură cu unt), far breton, Vitréais, kig-ha-farz, farz buan, kouigns, quatre-quarts, palet, cotriade sau galette-saucisse.
Regiunea este, de asemenea, lider în Franța (cu peste 90 % din producție) pentru anumite legume, precum varza, cultivată în special în zona Saint-Pol-de-Léon.

#### Produse din mare
Bucătăria bretonă acordă un loc important untului sărat. Proximitatea coastelor și climatul favorabil fac din Bretania o regiune bogată în fructe de mare (crabi, crustacee, moluște) și pește. Produsele pescărești, adesea capturate în aceeași zi, sunt bine reprezentate pe tarabele piețelor și în magazine.
De asemenea, la nivel semi-industrial, există numeroase specialități marine conservate, provenind adesea din zonele de coastă apropiate: rouille (sos pe bază de usturoi și șofran), supă de pește, tourteaux (crabi mari), păianjeni de mare, concentrat de pește, preparate din pește, alge comestibile etc.
Ostreicultura este foarte răspândită în Bretania, atât la scară largă, în magazine, cât și prin numeroșii mici producători de-a lungul coastelor. Majoritatea acestora își vând direct producția în propriile magazine, situate de obicei în apropierea micilor porturi.

#### Băuturi
Bretania este o regiune importantă pentru producția de cidru. Bretonii apreciază o variantă de kir, numită kir breton, un amestec de cremă de coacăze negre și cidru.
Bretania este, de asemenea, o regiune viticolă veche, astăzi concentrată în principal în zona Nantes, unde cel mai cunoscut vin este Muscadet.
De asemenea, produce un hidromel numit chamillard în dialectul gallo și chouchen în bretonă.
În ultimii ani, producția de bere locală a cunoscut o dezvoltare rapidă, iar în 2016 existau deja 80 de berării artizanale care ofereau atât beri clasice, cât și variante originale: cervoises (beri inspirate din rețete antice), beri cu hrișcă, cu malț de whisky sau chiar cu apă de mare.
În plus, câțiva producători oferă whisky-uri fabricate în Bretania, unele dintre ele fiind premiate la târguri internaționale, inclusiv un whisky realizat din hrișcă.
Câțiva producători de bere fabrică și cola, precum Breizh Cola, produs de braseria Lancelot, care este larg distribuită și în afara Bretaniei, sau Britt Cola.

## Sporturi și jocuri
Fotbalul, ciclismul și navigația sunt cele trei sporturi cele mai populare în Bretania, care are, de asemenea, mai multe sporturi regionale, precum Gouren (luptele tradiționale bretone).
În fotbal, cele mai cunoscute echipe sunt FC Nantes (de opt ori campioană a Franței și cu patru Cupe ale Franței), Stade Rennais (de trei ori câștigătoare a Cupei Franței), FC Lorient (o Cupă a Franței), Stade Brestois, En Avant de Guingamp (două Cupe ale Franței), US Concarneau, Stade Briochin și Vannes OC. Bretania are, de asemenea, propria echipă de fotbal profesionistă, echipa Bretaniei de fotbal (BFA), o selecție neoficială de jucători născuți sau originari din Bretania, aflată sub egida Bretagne Football Association (BFA).
Ciclismul în Bretania este marcat de personalități care au câștigat mai multe competiții majore. Patru cicliști bretoni au câștigat Turul Franței: Bernard Hinault, Louison Bobet, Jean Robic și Lucien Petit-Breton. Regiunea are, de asemenea, sportive de renume, precum Julie Bresset, campioană olimpică la mountain bike la Jocurile Olimpice de la Londra, precum și conducători importanți, cum ar fi David Lappartient, președintele Uniunii Cicliste Internaționale, și Cyrille Guimard, care a câștigat Turul Franței de șapte ori în calitate de director sportiv.
Rugby-ul în XV rămâne un sport minor în Bretania. Singurul titlu major al unui club breton este victoria echipei Stade Nantais UC în Cupa Espérance din 1915. Rugby Club Vannetais a evoluat din 2016 până în sezonul 2023-2024 în Pro D2. La finalul sezonului 2023-2024, Rugby Club Vannetais a devenit primul club de rugby breton care a promovat în Top 14.
Cel mai cunoscut sport tradițional este gouren, numele breton al luptei bretone. Fotbalul gaelic este practicat în regiune prin intermediul a aproximativ zece cluburi. Printre jocurile tradiționale se numără boule bretonne (bile din lemn sau din teracotă) și jocul de palets sau galoche, răspândit mai ales în estul Bretaniei.
Cu numeroasele sale porturi de agrement, Bretania a contribuit semnificativ la dezvoltarea sporturilor nautice. Printre exemple se numără Brest, La Trinité-sur-Mer din Morbihan, Lorient, care găzduiește principalele echipe de curse offshore, precum și Concarneau și insulele Glénan, un arhipelag situat la douăzeci de kilometri de Concarneau. Acesta este locul unde se află baza nautică istorică a celebrei școli de navigație Les Glénans, care, încă din perioada postbelică, formează marinari atât pentru croazieră, cât și pentru navigația ușoară.
Cel mai faimos navigator breton este Éric Tabarly, iar câștigătorul Vendée Globe 2016, Armel Le Cléac'h (de asemenea, locul al doilea în cele două ediții anterioare), s-a născut la Saint-Pol-de-Léon.

## Embleme și simboluri

### Gwenn-ha-du

Gwenn ha du (Drapelul Bretaniei).

Steagul Bretaniei, în versiunea sa modernă (1923), este Gwenn-ha-du (în franceză Blanc et Noir, adică „Alb și Negru”).
Partea superioară stângă a steagului reproduce stema Bretaniei: un câmp presărat cu mouchetures d'hermine (blănuri de hermină). În heraldică, aceasta este denumită „franc-quartier d'hermine plain”, ceea ce înseamnă că nu există un număr precis de hermine. În mod obișnuit, pe steag sunt reprezentate unsprezece.
Dungile albe și negre, conform celei mai populare explicații, simbolizează regiunile sau cele nouă episcopii istorice ale Bretaniei: patru pentru ținuturile de limbă bretonă și cinci pentru cele de limbă gallo. Aceste dungi au fost introduse pentru a crea un nou simbol distinctiv, înlocuind vechiul steag cu hermine, considerat prea asociat cu mișcarea regionalistă aristocratică și confundat uneori cu florile de crin ale regalității franceze.
Noua creație s-a inspirat din modelul pavilionului maritim utilizat în Regatul Unit, Statele Unite și Grecia, combinând elemente heraldice cu un stil modernizat, mai ușor de recunoscut.
La origine, scopul era de a oferi mișcării Unvaniez Yaouankiz Vreiz („Uniunea Tineretului Bretone”) un emblemă distinctivă. Pentru aceasta, a fost organizată o subscripție publică, promovată prin intermediul ziarului Breiz Atao, iar odată adoptat, steagul s-a impus rapid ca simbol de necontestat al Mișcării bretone.
Gwenn-ha-du a fost creat de Morvan Marchal, arhitect, militant anticlerical și naționalist breton. A fost prezentat pentru prima dată în 1925, la pavilionul Bretaniei din cadrul Expoziției de Arte Decorative de la Paris.
Astăzi, acest steag flutură pe fațada multor primării și a unor clădiri publice din Bretania, precum sediul Consiliului departamental al Loire-Atlantique.

### Alte steaguri istorice
Printre simbolurile istorice ale Bretaniei care prefigurează apariția Gwenn-ha-du, o primă referință menționează un „steag verde cu cei șapte sfinți ai Bretaniei”, despre care se spune că ar fi fost arborat la sfârșitul Evului Mediu timpuriu, conform unei versiuni din Cântecul lui Roland, datată din secolul al XI-lea.
Emblemele atestate sunt următoarele:
- Suveranii bretoni ar fi utilizat, posibil, un steag alb traversat de o bandă roșie, o simplificare a bannierelor cu dragon roșu[95].
- În 1316, ducele Jean III a înlocuit acest steag cu bannerul cu hermine, pe care l-au păstrat toți succesorii săi. Acesta a rămas steagul oficial al Bretaniei până la înlocuirea sa de către Gwenn-ha-du în secolul XX. În perioada ducală, coziile herminelor de pe acest steag nu erau tăiate la marginile țesăturii sau ale scutului, spre deosebire de modelul „hermine plain” utilizat în heraldica franceză.
- Alte steaguri, bannere sau flamuri au fost folosite în Evul Mediu, în special în timpul războiului de succesiune a Bretaniei (1341-1364). Cei doi pretendenți au utilizat steaguri diferite, preluând culorile care apar astăzi pe drapelul breton.
- O cruce neagră pe fond alb este atestată în mai multe surse din secolele XV și XVI, pe diverse suporturi: steaguri, paviloane, scuturi, îmbrăcăminte etc. Acest steag este numit Kroaz du („Crucea Neagră” în bretonă).
- Între secolele XVI și XVIII, Amiralitatea Bretaniei a păstrat pavilionul flotei bretone, Kroaz du, inițial cu patru sferturi de hermine, apoi doar unul.

### Scutul cu hermine

Blazonul ducelui de Bretania, Pierre de Dreux, numit Mauclerc.

Scutul cu hermine constituie stema heraldică a Bretaniei încă de la adoptarea sa la sfârșitul anului 1316. Acesta a înlocuit un blazon în carouri cu un canton de hermine.
Ducele-regent al Bretaniei, Pierre de Dreux, cunoscut sub numele de Mauclerc, provenea din familia Capețienilor și, fiind fiu mai mic, a modificat blazonul familiei Dreux (échiqueté d'or et d'azur – „carouri de aur și azur”) prin adăugarea unui franc-quartier d'hermine (un canton cu hermine).
Acest blazon, introdus în Bretania în 1213, a fost păstrat de succesorii săi până la domnia lui Jean III, care, în decembrie 1316, a adoptat definitiv semé d'hermine plain (câmp acoperit integral cu hermine).
Aceste noi arme heraldice au devenit simbolul oficial al ducatului și, ulterior, al provinciei Bretania, rămânând utilizate până la Revoluția Franceză.
Mai multe explicații pot fi avansate pentru a justifica aceste modificări:
- Prima explicație este scăderea valorii culorilor azur și aur. Inițial, heraldica având azur și aur era un simbol al puterii, deoarece obținerea acestor culori era dificilă și costisitoare. Însă, la începutul secolului al XIV-lea, steme cu azur și aur devin comune, pierzând astfel caracterul lor exclusiv.
- A doua explicație ține de moda heraldică. Blazoanele échiqueté („în carouri”) au devenit demodate, în timp ce scuturile cu un câmp plin (ca în Franța și Anglia) sunt percepute ca simboluri de putere.
- A treia explicație este dorința de a marca o dinastie proprie pentru un stat distinct. Renunțarea la un blazon „brisé” (modificat) sugerează o afirmație de suveranitate și independență.
- Ultima explicație ține de sentimentele ducelui Jean III față de soacra sa, Yolande de Dreux. Ruperea cu stema istorică a familiei Dreux însemna o ruptură simbolică și personală cu ea, pe care nu o avea la inimă[96].

În ciuda dispariției Bretaniei ca entitate politică în 1790, scutul cu hermine a rămas în uz până în zilele noastre. Consiliul regional al regiunii administrative Bretania îl folosește uneori, de exemplu pe trenuri, după ce l-a integrat în noul său logo oficial, înlocuind vechiul simbol cu benzi albastre și verzi.

### Hermina heraldică
Herminea heraldică, al cărei motiv repetitiv este numit „coadă de hermină” sau, în termenii specifici heraldicii, „moucheture d'hermine”, apare pe blazonul Bretaniei odată cu venirea lui Pierre Mauclerc și a ducilor capetieni.
Începând cu secolul al XVI-lea, acest simbol se răspândește pe medalii, documente oficiale și private, hârtie timbrată, ex-libris, fațadele și ornamentele multor clădiri.
În 1925, Morvan Marchal păstrează herminele heraldice în concepția noului steag breton, Gwenn-ha-du.
Spre deosebire de stema heraldică, care simbolizează Bretania ca entitate politică, herminea este un simbol al identității bretone în general. Această particularitate a făcut-o extrem de populară, până într-atât încât președintele Consiliului Regional al Bretaniei a ales-o drept logo oficial în septembrie 2005.
Un alt exemplu de utilizare a acestui simbol este Ordinul Herminei, o distincție istorică bretonă.

### Hermina (Mustela erminea)
Hermina este animalul propriu-zis, recunoscut pentru blana sa albă de iarnă, simbolizând Bretania. Această blană albă, caracteristică regiunilor reci, a fost asociată cu puritatea și noblețea.
Ducele Jean IV, la întoarcerea sa din Anglia, la sfârșitul secolului al XIV-lea, a fost primul care a adoptat hermina ca deviză (sau emblemă personală).
Ulterior, hermina apare pe sigiliile ducilor și, mai târziu, pe cele ale Statelor Bretaniei. Se regăsește, de asemenea, în catedrala Saint-Corentin din Quimper, pe grinzile sculptate ale bisericilor, pe castelele familiei de Montfort și în numeroase alte locuri, servind drept suport heraldic.
Hermina devine simbolul Bretaniei datorită unei legende conform căreia, în timpul unei partide de vânătoare organizate de Anne de Bretagne și curtea sa, o hermină reușește să scape de moarte. Însă, ajungând în fața unui drum mlăștinos, preferă să se lase ucisă decât să-și murdărească blana.
Duceasa Anne de Bretagne, impresionată de acest gest, decide să o protejeze și interzice ca animalul să fie rănit. Astfel, hermina devine emblema Bretaniei, simbolizând curajul și onoarea, și dă naștere devizei:
- „Potius mori quam fœdari” („Mai bine moartea decât murdăria”)
- În bretonă: „Kentoc'h mervel eget bezañ saotret”[99][100]

### Deviză
Potius mori quam fœdari în latină, Kentoc'h mervel eget bezañ saotret în bretonă, uneori abreviată ca Kentoc'h mervel („Mai bine moartea decât murdăria”).
Această deviză face referire la legenda herminei, care, potrivit tradiției, ar preferă să moară decât să-și păteze blana imaculată (vezi mai sus, secțiunea „hermina naturală”).
Deviza a fost folosită de-a lungul timpului de regimentele bretone, atât în trecut, cât și în prezent, și a fost adoptată și de Rezistența franceză în timpul celui de-al Doilea Război Mondial.

### La cordelière
Începând cu domnia ducelui François I, în secolul al XV-lea, apare în emblematica ducală un șnur împletit sub formă de cifra 8, numit cordelière. Acest simbol reflecta evlavia ducelui față de Sfântul Francisc de Assisi, patronul său spiritual.
Duceasa Anne de Bretagne a transformat cordelière într-un element decorativ de prestigiu, moștenit de la tatăl său, folosindu-l constant pe:
- blazonul său,
- manuscrise,
- decorațiunile sculptate,
- mobilierul palatelor și
- fundațiile sale religioase.

Ulterior, regina Claude și regele François I (fiul Louisei de Savoie, care purta și ea celebrul motiv heraldic „lacs d’amour” al ducilor de Savoia) au preluat acest simbol. De asemenea, mai mulți nobili și câteva orașe breton (inclusiv Nantes) l-au adoptat.
Emblema a fost preluată și de Ordinul Cordelierei și a inspirat numele navei-amiral a flotei ducale, La Cordelière.

### Triskell-ul

Triskell-ul.

Se poate menționa și triskel-ul (sau triskell-ul), un simbol străvechi cu trei ramuri și cu multiple semnificații (probabil reprezentând triade bardice, o roată solară sau elementele primordiale: apa, focul și pământul), întâlnit în culturile celtice, dar și în multe alte culturi de pe cele cinci continente. Acceptat treptat ca emblemă panceltică, ba chiar ca simbol breton, a devenit foarte popular începând din 1972, mai ales în Bretania și, în special, în rândul tinerei generații din acea vreme. Totuși, această popularitate s-a extins într-o anumită măsură și în alte locuri (în special în Franța și Spania). De la moda de a purta triskel-ul la gât, imitându-l pe Alan Stivell, sau brodat pe mânecă, simbolul s-a răspândit și în domeniul mărcilor și al turismului breton.

### Imn
În contextul primelor schimburi interceltice, François Jaffrennou s-a inspirat din imnul galez (Hen Wlad fy Nhadau) pentru a compune un imn dedicat Bretaniei, cu versuri în bretonă, Bro Gozh ma Zadoù, pe care l-a publicat în anul 1900. Acest imn a fost preluat de curentul naționalist breton.

### Alte embleme și simboluri
O serie de alte simboluri, la fel de importante și răspândite (dacă nu chiar mai mult), identifică Bretania și bretonii. Printre acestea se numără pălăria bretonă cu panglici, clătita bretonă, harta Bretaniei cu regiunile sale tradiționale, menhirul sau dolmenul, turta de hrișcă, calvarul, pescarul îmbrăcat în haină impermeabilă, femeia Bigoudène sau Fouesnantaise în costume și bonete tradiționale, bolul de cidru; toate acestea servesc, în imaginarul popular, drept marcă a identității bretone, dacă nu chiar a esenței bretonității.
Literele BZH au apărut pentru prima dată ca abreviere pentru Bretania în 1967, sub forma unui autocolant pentru vehicule. Acest semn distinctiv, ca și toate cele care puteau fi confundate cu un simbol oficial, a fost interzis de mai multe ori prin ordin administrativ, înainte de a deveni complet acceptat în zilele noastre. La începutul anului 2013, Bretania a obținut crearea unei extensii de internet „.bzh”.
În schimb, personajul caricatural Bécassine, creat într-o epocă colonială puțin respectuoasă față de minorități, este perceput de mișcarea bretonă ca fiind degradant și jignitor. Totuși, în zilele noastre, acesta este mai bine acceptat, fiind văzut ca un simbol al oamenilor simpli care și-au părăsit regiunea natală pentru a-și găsi un loc de muncă la Paris, un fenomen foarte răspândit în prima parte a secolului al XX-lea.
De altfel, în anii 1970-1980, bretonii s-au preocupat să ofere o imagine mai corectă și mai pozitivă despre ei înșiși, prin benzi desenate precum Du Termaji chez les Penn-Sardinn, de Kerik (plină de expresii populare din regiunea Douarnenez), și Superbigou, de Stephan (scrisă în graiul bigouden, un amestec de franceză și breton bigouden).